# Fridtjof Nansen
Fridtjof Nansen (/ˈfrɪd.tjɒf ˈnænsən/; n. 10 octombrie 1861, Vestre Aker⁠(d), Comuna Oslo⁠(d), Norvegia – d. 13 mai 1930, Lysaker⁠(d), Akershus, Norvegia) a fost un explorator, om de știință, diplomat, umanitarist norvegian, laureat al Premiului Nobel pentru Pace. Campion la schi și la patinaj în tinerețe, a condus echipa care a efectuat prima traversare a Groenlandei prin interior în 1888, și a devenit celebru pe plan internațional după ce a ajuns la 86°14′ latitudine nordică în cadrul expediției spre Polul Nord din 1893–96. Deși a renunțat la explorări după ce s-a întors în Norvegia, tehnicile și inovațiile sale de călătorie polară, în ceea ce privește echipamentul și îmbrăcămintea, au influențat o generație de expediții arctice și antarctice.
Nansen a studiat zoologia la Universitatea Regală Frederick din Christiania (vechea denumire a orașului Oslo înainte de 1925), și a lucrat apoi în calitate de custode la Muzeul Bergen unde cercetările lui în domeniul sistemului nervos central al unor ființe marine inferioare i-au adus un doctorat și au contribuit la punerea bazelor teoriilor moderne ale neurologiei. După 1896, principalul său interes științific a devenit oceanografia; în cursul cercetărilor, a efectuat numeroase călătorii științifice pe mare, în principal în Atlanticul de Nord, și a contribuit la dezvoltarea echipamentelor oceanografice moderne. Ca unul dintre cei mai de seamă cetățeni ai țării sale, în 1905, Nansen a militat în favoarea dizolvării uniunii dintre Suedia și Norvegia, și a jucat un rol important în a-l convinge pe prințul Carol al Danemarcei să accepte tronul proaspăt independentei Norvegii. Între 1906 și 1908 a servit ca reprezentant al Norvegiei la Londra, unde a contribuit la negocierea Tratatului de Integritate, prin care se garanta independența Norvegiei.
În ultimul deceniu al vieții, Nansen s-a dedicat în principal Ligii Națiunilor, după numirea sa în 1921 ca înalt comisar pentru refugiați. În 1922, a primit Premiul Nobel pentru Pace pentru munca depusă în favoarea persoanelor dislocate în urma Primului Război Mondial și a conflictelor asociate acestuia. Printre inițiativele introduse de el s-a numărat „pașaportul Nansen” pentru apatrizi, un certificat recunoscut de peste 50 de țări. El a lucrat în folosul refugiaților până la moartea sa subită din 1930, după care Liga a înființat Biroul Internațional Nansen pentru Refugiați în scopul de a se asigura că munca sa este continuată. Această organizație a primit și ea Premiul Nobel pentru Pace în 1938. Memoria lui Nansen este cinstită de multe țări, iar numele său este comemorat prin botezarea cu numele său a mai multe forme de relief, în special în regiunile polare.

## Contextul familial și copilăria

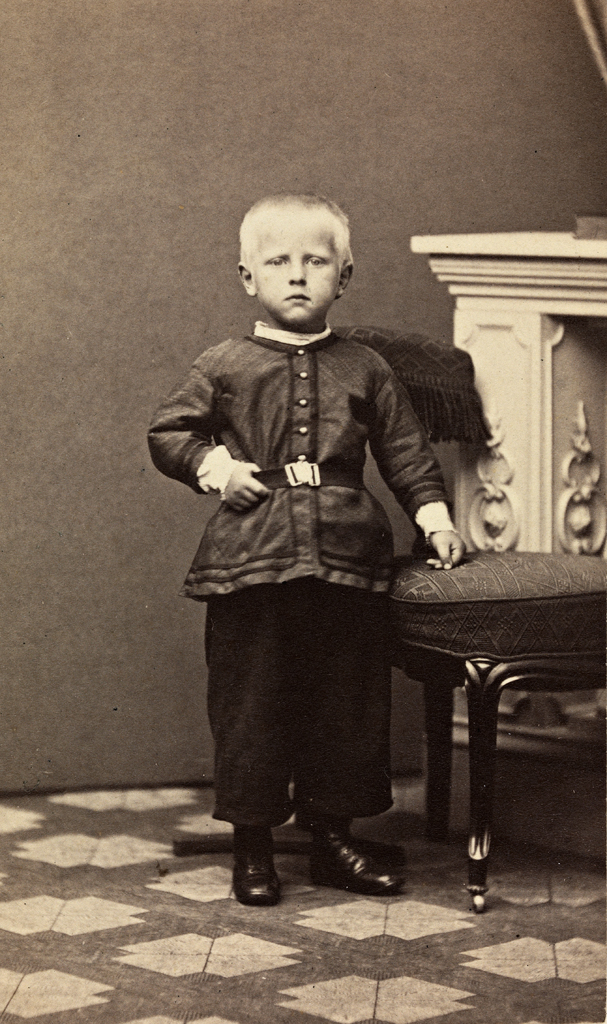
Nansen la patru ani

Familia Nansen era originară din Danemarca. Hans Nansen⁠(en)[traduceți] (1598–1667), negustor, a fost unul dintre primii exploratori ai regiunii Mării Albe din Oceanul Arctic. Spre sfârșitul vieții, acesta s-a stabilit la Copenhaga, devenind borgmester al orașului în 1654. Generațiile ulterioare ale familiei au trăit la Copenhaga până la jumătatea secolului al XVIII-lea, când Ancher Antoni Nansen s-a mutat în Norvegia (pe atunci teritoriu dependent de Danemarca). Fiul său, Hans Leierdahl Nansen (1764–1821), a fost magistrat mai întâi în districtul Trondheim, și apoi în Jæren. După separarea Norvegiei de Danemarca în 1814, a intrat în viața politică națională ca reprezentant al orașului Stavanger în primul Storting, și a devenit un puternic susținător al uniunii cu Suedia. După un atac cerebral care l-a paralizat în 1821, Hans Leierdahl Nansen a murit, lăsând în urmă un fiu în vârstă de patru ani, Baldur Fridtjof Nansen, tatăl exploratorului.
Baldur era un avocat fără ambiții pentru viața publică, și care a devenit raportor pentru Curtea Supremă a Norvegiei⁠(en)[traduceți]. El s-a căsătorit de două ori, a doua oară cu Adelaide Johanne Thekla Isidore Bølling Wedel-Jarlsberg din Bærum, nepoata lui Johan Caspar Herman Wedel-Jarlsberg⁠(en)[traduceți] care ajutase la redactarea constituției norvegiene din 1814⁠(en)[traduceți] și care apoi a fost vicerege al Norvegiei⁠(en)[traduceți] din partea regelui Suediei. Baldur și Adelaide s-au stabilit la Store Frøen, o moșie de lângă Aker, la câțiva kilometri nord de capitala Norvegiei, Christiania (astăzi, Oslo). Cuplul a avut trei copii; primul a murit în copilărie, iar al doilea, născut la 10 octombrie 1861, a fost Fridtjof Nansen.
Împrejurimile rurale ale Store Frøenului au avut un rol formator în natura copilăriei lui Nansen. În scurtele veri, principalele activități erau înotul și pescuitul, în timp ce toamna principalul mod de petrecere a timpului era vânătoarea în păduri. Lungile luni de iarnă erau dedicate în principal schiului, pe care Nansen a început să-l practice la vârsta de doi ani, pe schiuri improvizate.  La 10 ani, în ciuda interdicției părinților săi, a încercat să sară cu schiurile de la trambulina  Huseby⁠(en)[traduceți] aflată în apropiere. Această poznă a avut consecințe aproape dezastruoase, întrucât la aterizare schiurile s-au afundat adânc în zăpadă, băiatul fiind proiectat înainte: „cu capul înainte, am descris un frumos arc prin aer ... [când] am coborât din nou, m-am îngropat în zăpadă până la brâu. Băieții au crezut că mi-am rupt gâtul, dar imediat ce au văzut că este viață în mine ... a izbucnit un strigăt de râsete ironice.” Entuziasmul lui Nansen pentru schi nu a scăzut, deși, după cum își amintește el, eforturile i-au fost umbrite de cele ale schiorilor din regiunea muntoasă Telemark, unde se dezvolta un nou stil de schiat⁠(en)[traduceți]. „Aceasta mi s-a părut mie singura cale”, scria Nansen ulterior.
La școală, Nansen s-a comportat adecvat, fără a da dovadă de vreo aptitudine specială. Studiul era pe planul al doilea, după sport, sau după expedițiile în pădurile în care trăia „ca Robinson Crusoe” cu săptămânile. Prin asemenea experiențe, Nansen a dezvoltat un grad înalt de autonomie personală. A devenit un schior împlinit și un patinator priceput. Viața i-a fost perturbată în vara lui 1877, când Adelaide Nansen a murit subit. Baldur Nansen a vândut proprietatea de la Store Frøen și s-a mutat cu cei doi fii ai săi la Christiania. Aptitudinile sportive ale lui Nansen au continuat să se dezvolte; la 18 ani, a bătut recordul mondial de patinaj pe o milă (1,6 km), și în anul următor a câștigat campionatul național de schi fond, rezultat pe care avea să-l repete de 11 ori după aceea.

## Student și aventurier

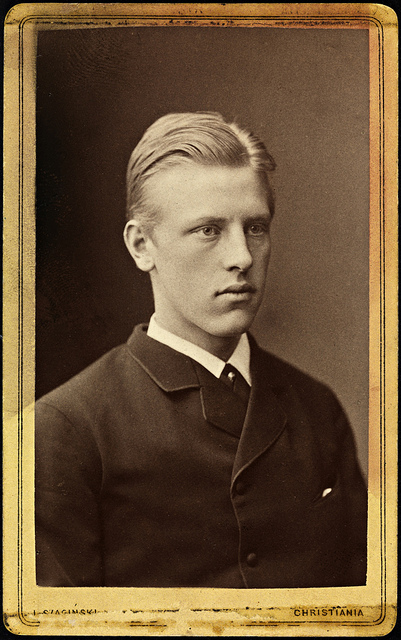
Nansen ca student la Christiania

În 1880, Nansen a fost admis la universitate, trecând examen artium⁠(en)[traduceți]. A hotărât să studieze zoologia, afirmând apoi că a ales această disciplină pentru că credea că îi oferă o șansă să trăiască în aer liber. Și-a început studiile la Universitatea Regală Frederick din Christiania la începutul lui 1881.
În primele luni ale lui 1882, Nansen a făcut „...primul pas fatal care m-a îndepărtat de viața liniștită a științei.” Profesorul Robert Collett⁠(en)[traduceți] de la departamentul de zoologie al universității a propus ca Nansen să călătorească pe mare, pentru a studia practic zoologia arctică. Nansen era entuziasmat, și a făcut pregătiri prin intermediul unei cunoștințe recente, căpitanul Axel Krefting, comandant al vasului de vânătoare de foci Viking⁠(en)[traduceți]. Călătoria a început la 11 martie 1882 și s-a întins pe următoarele cinci luni. În săptămânile dinaintea începerii vânătorii de foci, Nansen a putut să se concentreze pe studiile științifice. Din mostre de apă, el a demonstrat că, în contradicție cu supozițiile anterioare, gheața marină se formează la suprafața apei și nu dedesubt. Datele colectate de el au demonstrat și că Curentul Golfului curge pe sub un strat rece de apă de la suprafață.  De-a lungul primăverii și începutului verii, Viking a navigat între Groenlanda și Spitsbergen în căutare de turme de foci. Nansen a devenit un țintaș priceput, într-o zi el consemnând că echipa sa împușcase 200 de foci. În iulie, Viking a rămas captivă în gheață, aproape de o zonă neexplorată a coastei Groenlandei; Nansen își dorea să meargă la țărm, dar i-a fost imposibil. Atunci însă i-a venit ideea că platoul de gheață al Groenlandei ar putea fi explorat, sau chiar traversat. La 17 iulie, vasul s-a eliberat dintre ghețuri, și la începutul lui august se întorcea în apele norvegiene.
Nansen nu și-a mai reluat studiile la universitate. În schimb, la recomandarea lui Collett, a acceptat un post de custode al departamentului de zoologie de la Muzeul Bergen. El urma să-și petreacă următorii șase ani din viață acolo — cu excepția unui concediu prelungit de șase luni în care a făcut un tur al Europei — lucrând și studiind cu figuri de marcă, cum ar fi Gerhard Armauer Hansen⁠(en)[traduceți], descoperitorul bacilului leprei, și Daniel Cornelius Danielssen⁠(en)[traduceți], directorul muzeului, care îl transformase dintr-o colecție marginală într-un centru de cercetări științifice și de educație. Aria de studiu aleasă de Nansen a fost domeniul, pe atunci relativ neexplorat, al neuroanatomiei, și anume sistemul nervos central al ființelor marine inferioare. În 1886 a rămas la Napoli, la Stazione Zoologica Anton Dohrn⁠(en)[traduceți]. Înainte de a pleca în concediul său prelungit în februarie 1886 a publicat o lucrare prin care sumariza cercetările sale de până atunci, și în care afirma că „anastomozele sau uniunile între diferitele celule ganglionare” nu pot fi demonstrate cu certitudine. Această idee neortodoxă a fost confirmată de cercetările simultane ale  embriologului Wilhelm His⁠(en)[traduceți] și ale psihiatrului August Forel. Nansen este considerat primul apărător norvegian al teoriei neuronilor, propusă la început de Santiago Ramon y Cajal. Articolul ulterior, Structura și combinația elementelor histologice ale sistemului nervos central, publicat în 1887, a devenit teza lui de doctorat.

## Traversarea Groenlandei

### Pregătirile

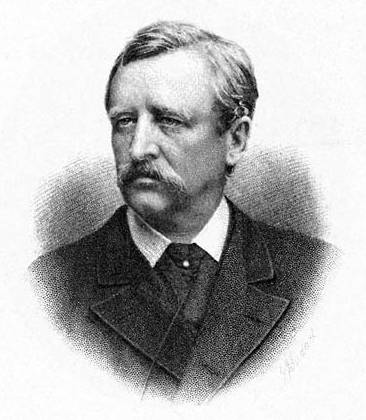
Adolf Erik Nordenskiöld, a cărui expediție din 1883 pătrunsese la în interiorul calotei glaciare a Groenlandei.

Ideea unei expediții care să traverseze calota glaciară a Groenlandei a tot crescut în mintea lui Nansen în anii petrecuți la Bergen. În 1887, după ce și-a susținut teza de doctorat, a început în cele din urmă să organizeze proiectul. Până atunci, cele două pătrunderi mai importante în interiorul Groenlandei fuseseră cele ale lui Adolf Erik Nordenskiöld din 1883, și cea a lui Robert Peary din 1886. Ambii porniseră din Golful Disko⁠(en)[traduceți] de pe coasta de vest, și înaintaseră circa 160 km spre est înainte de a se întoarce. Nansen a propus în schimb călătoria de la est la vest, terminându-și călătoria în Golful Disko în loc să o înceapă acolo. El gândea că un grup care pornește de pe coasta de vest, locuită, era obligat să se întoarcă, întrucât niciun vas nu putea fi sigur că va putea ajunge pe periculoasa coastă de est pentru a-i lua de acolo. Pornind din est — în condițiile în care s-ar fi putut acosta acolo — călătoria lui Nansen ar fi fost un drum cu o singură direcție, spre o zonă populată. Grupul nu ar avea nicio linie de retragere spre o bază singură; unica șansă ar fi fost să continue să înainteze, situație care se potrivea complet cu filosofia lui Nansen.
Nansen a respins organizarea complexă și forța umană numeroasă folosite de alte expediții arctice, plănuindu-și în schimb expediția cu un grup restrâns, de șase persoane. Proviziile urmau să fie trase de oameni pe sănii ușoare, special proiectate. Mare parte din echipament, inclusiv sacii de dormit, îmbrăcămintea și sobele de gătit, a trebuit să fie proiectat de la zero. Aceste planuri au avut parte de o primire slabă în general în presă; un critic nu se îndoia că „dacă tentativa se va face după planul actual ... sunt șanse de zece la unu că va ... irosi inutil propria viață și pe cele ale celorlalți”. Parlamentul norvegian a refuzat să furnizeze suport financiar, considerând că o asemenea întreprindere potențial riscantă nu ar trebui încurajată. Proiectul a fost în cele din urmă lansat de o donație a omului de afaceri danez Augustin Gamél; restul a provenit în principal din mici contribuții ale compatrioților lui Nansen, printr-un efort de strângere de fonduri organizat de studenții de la universitate.
În ciuda publicității negative, Nansen a primit numeroase cereri de la oameni dornici de aventură. El căuta schiori experimentați, încercând să facă recrutări în rândul schiorilor din Telemark, dar cei abordați l-au refuzat. Nordenskiöld îl sfătuise pe Nansen că sami, din Finnmark din nordul extrem al Norvegiei, erau experți la călătoriile prin zăpadă, astfel că Nansen a recrutat doi membri ai acestei comunități, Samuel Balto⁠(en)[traduceți] și Ole Nielsen Ravna⁠(en)[traduceți]. Restul locurilor au fost ocupate de Otto Sverdrup⁠(en)[traduceți], fost căpitan de vas care lucrase cel mai recent ca pădurar; Oluf Christian Dietrichson⁠(en)[traduceți], ofițer al armatei, și Kristian Kristiansen⁠(en)[traduceți], o cunoștință a lui Sverdrup. Toți aveau experiență cu viața în aer liber în condiții extreme, și toți erau schiori experimentați. Chiar înainte de plecarea grupului, Nansen a participat la o examinare formală la universitate, care acceptase să-i primească teza de doctorat. Conform obiceiului, el a fost obligat să-și prezinte lucrarea în fața unor examinatori numiți, care acționau ca „avocați ai diavolului”. A plecat înainte de a afla rezultatul.

### Expediția
Linia punctată arată apropierea vasului Jason, la 17 iulie. Linia continuă arată deriva spre sud a grupului lui Nansen la 29 iulie, și călătoria cu barca spre nord la Umivik
     Ruta planificată inițial, de la Sermilik la Christianhaab
     Ruta efectivă către Godthaab, din 15 august până în 3 octombrie

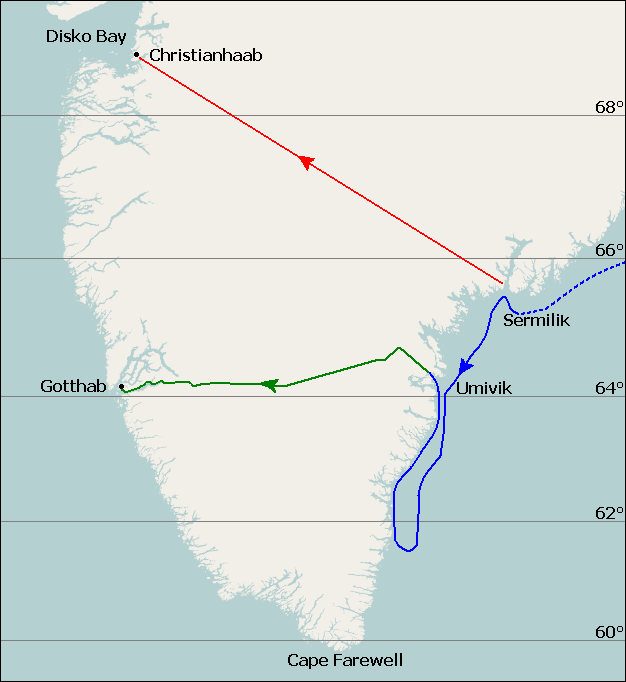
Expediția în Groenlanda, iulie–octombrie 1888
Linia punctată arată apropierea vasului Jason, la 17 iulie. Linia continuă arată deriva spre sud a grupului lui Nansen la 29 iulie, și călătoria cu barca spre nord la Umivik
Ruta planificată inițial, de la Sermilik la Christianhaab
Ruta efectivă către Godthaab, din 15 august până în 3 octombrie

La 3 iunie 1888, grupul lui Nansen a fost luat din portul Ísafjörður din nord-vestul Islandei de către vasul de vânătoare de foci Jason⁠(en)[traduceți]. O săptămână mai târziu, s-a văzut coasta Groenlandei, dar înaintarea a fost împiedicată de banchiza în derivă. La 17 iulie, cum coasta era încă la 20 km depărtare, Nansen a hotărât să lase la apă bărcile mici; se vedea fiordul Sermilik⁠(en)[traduceți], despre care Nansen credea că oferă o rută de urcare pe calota glaciară.
Expediția a părăsit vasul Jason „cu moral bun și cu cele mai mari speranțe pentru un rezultat fericit”, conform căpitanului lui Jason. Au urmat zile de lipsuri extreme pentru cei șase, împiedicați de vreme și de starea mării să ajungă la țărm, au plutit în derivă spre sud cu gheața. Mare parte din timp a fost petrecut campând pe gheață — era prea periculos să se lanseze bărcile. Până la 29 iulie, se aflau la 380 km sud de punctul în care părăsiseră vasul. În acea zi, au ajuns în cele din urmă pe uscat, dar erau mult prea la sud pentru a începe traversarea. După o scurtă odihnă, Nansen a ordonat ca echipa să urce din nou în bărci și să vâslească spre nord.
În următoarele 12 zile, grupul s-a luptat să înainteze spre nord de-a lungul coastei, printre ghețuri. În prima zi au întâlnit o tabără mare de eschimoși lângă Capul Bille, și au mai existat contacte ocazionale cu băștinașii nomazi pe parcursul călătoriei. La 11 august, când acoperiseră circa 200 km și ajunseseră la fiordul Umivik⁠(en)[traduceți], Nansen a hotărât că, deși sunt încă destul de departe în sud față de punctul dorit pentru începerea traversării, trebuie să înceapă înainte ca anotimpul favorabil să treacă. După debarcarea la Umivik, ei au petrecut următoarele patru zile pregătindu-se pentru călătorie, și în seara de 15 august, au pornit. Se îndreptau spre nord-vest, către Christianshaab (astăzi Qasigiannguit)⁠(en)[traduceți] pe țărmurile vestice ale Groenlandei din zona Golfului Disko, la 600 km depărtare.
Pe parcursul următoarelor zile, grupul a urcat cu dificultate ghețurile pe o suprafață dificilă cu numeroase crevase ascunse. Vremea era în general nefavorabilă; într-un rând, toată înaintarea a fost oprită trei zile din cauza furtunilor violente și a ploii permanente. La 26 august, Nansen a conchis că nu mai exista nicio șansă de a ajunge la Christianhaab până la jumătatea lui septembrie, când ultimul vas urma să plece înainte de îngheț. De aceea, el a hotărât schimbarea traseului, aproape direct către vest spre Godthaab (astăzi, Nuuk), un drum mai scurt cu circa 150 km. Restul grupului, conform lui Nansen, „a primit schimbarea de plan cu aclamații”. Au continuat urcarea, până când, la 11 septembrie, au ajuns la o altitudine de 2.720 m peste nivelul mării, vârful calotei glaciare, unde temperaturile scădeau pe timp de noapte până la −50 °C. Din acel punct, pe coborâre, drumul a fost mai ușor, deși terenul era dificil și vremea a rămas ostilă. Înaintarea a fost atât de lentă din cauza zăpezii proaspăt căzute care făcea tragerea săniilor să fie la fel de grea de parcă ar fi fost trase prin nisip. Până la 26 septembrie, ajunseseră până la marginea unui fiord îndreptat spre vest către Godthaab. Din cortul lor, din câteva sălcii ce creșteau acolo și din părți din sănii, Sverdrup a improvizat o ambarcațiune, și la 29 septembrie Nansen și Sverdrup au început ultima etapă a călătoriei, vâslind de-a lungul fiordului. Patru zile mai târziu, la 3 octombrie 1888, au ajuns la Godthaab, unde au fost primiți de reprezentantul danez al orașului. Primele sale cuvinte au fost a-l informa pe Nansen că a primit doctoratul, lucru care „nu putea fi mai departe de gândurile mele în acel moment”. Traversarea fusese realizată în 49 de zile, totalizând 78 de zile de la părăsirea vasului Jason; de-a lungul călătoriei, echipa consemnase cu grijă date meteorologice, geografice și de altă natură legate de interiorul anterior neexplorat al insulei. Restul echipei a sosit la Godthaab la 12 octombrie.
Nansen a aflat în curând că niciun vas nu urma să oprească la Godthaab până în primăvara următoare, deși au putut să trimită scrisori înapoi în Norvegia printr-o barcă ce pleca de la Ivigtut la sfârșitul lui octombrie. Împreună cu camarazii săi, a petrecut astfel șapte luni de iarnă în Groenlanda, vânând, pescuind și studiind viața localnicilor. La 15 aprilie 1889, vasul danez Hvidbjørnen a pătruns în cele din urmă în port, iar Nansen și tovarășii săi s-au pregătit de plecare. „Nu fără părere de rău am plecat din acest loc și de la acești oameni, printre care ne simțiserăm atât de bine”, consemna Nansen.

## Interludiul și căsătoria

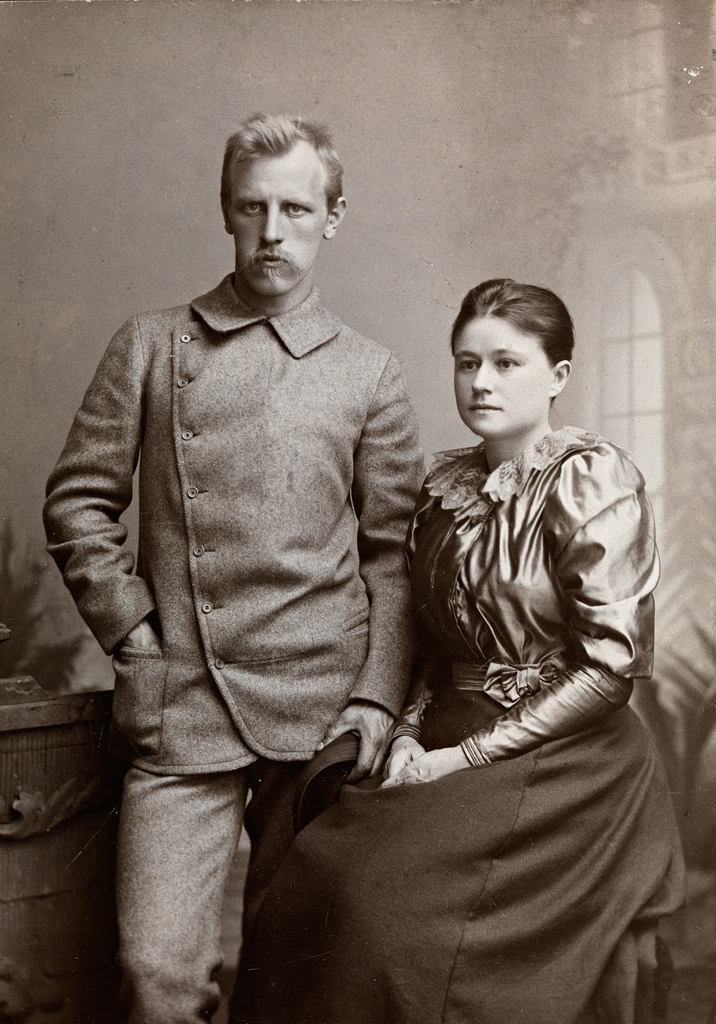
Fridtjof Nansen și Eva Nansen în toamna lui 1889

Hvidbjørnen a ajuns la Copenhaga la 21 mai 1889. Vestea traversării ajunsese înainte, iar Nansen și tovarășii săi au fost sărbătoriți ca eroi. Această primire a fost eclipsată însă de cea de la Christiania de după o săptămână, când între treizeci și patruzeci de mii de oameni — o treime din populația orașului — au ieșit pe străzi, petrecerea fiind doar prima dintr-o serie lungă de recepții. Interesul și entuziasmul generate de reușita expediției au dus direct la înființarea în acel an a Societății Geografice Norvegiene⁠(en)[traduceți].
Nansen a acceptat postul de custode al colecției de zoologie a Universității Regale Frederick, post ce îi aducea un salariu, dar nu implica nicio îndatorire; universitatea era mulțumită doar de asocierea cu numele exploratorului. Principala misiune a lui Nansen în următoarele săptămâni a fost aceea de a scrie o prezentare a expediției, dar și-a găsit timp spre sfârșitul lui iunie să viziteze și Londra, unde s-a întâlnit cu prințul de Wales (viitorul rege Edward al VII-lea), și unde a ținut o cuvântare la o ședință a Royal Geographical Society (RGS).
Președintele RGS, Sir Mountstuart Elphinstone Grant Duff⁠(en)[traduceți], a spus că Nansen și-a asigurat „cel mai de seamă loc în rândul călătorilor nordului” și i-a acordat apoi prestigioasa Medalia Fondatorilor⁠(en)[traduceți]. Acesta a fost unul din numeroasele onoruri primite de Nansen de la instituții din toată Europa. A fost invitat de un grup de australieni să conducă o expediție în Antarctica, dar a refuzat, considerând că interesele Norvegiei ar fi mai bine servite de o cucerire a Polului Nord.
La 11 august 1889, Nansen și-a anunțat logodna cu Eva Sars⁠(en)[traduceți], fiica lui Michael Sars⁠(en)[traduceți], un profesor de zoologie care murise când Eva avea 11 ani. Cuplul se cunoscuse cu câțiva ani în urmă, la stațiunea de schi Frognerseteren⁠(en)[traduceți], unde Nansen își amintea că văzuse „două picioare ieșind din zăpadă”. Eva era cu trei ani mai în vârstă ca Nansen, și în ciuda acestei prime întâlniri, era o schioare desăvârșită. Era și o cunoscută cântăreață de muzică clasică, pregătită la Berlin de Désirée Artôt⁠(en)[traduceți], care la un moment dat fusese iubita lui Ceaikovski. Logodna i-a luat pe mulți prin surprindere, întrucât Nansen se exprimase anterior ferm împotriva instituției căsătoriei; Otto Sverdrup presupunea că citise el mesajul greșit. Nunta a avut loc la 6 septembrie 1889, la mai puțin de o lună după logodnă.

## ExpedițiaFram

### Teorii și planuri

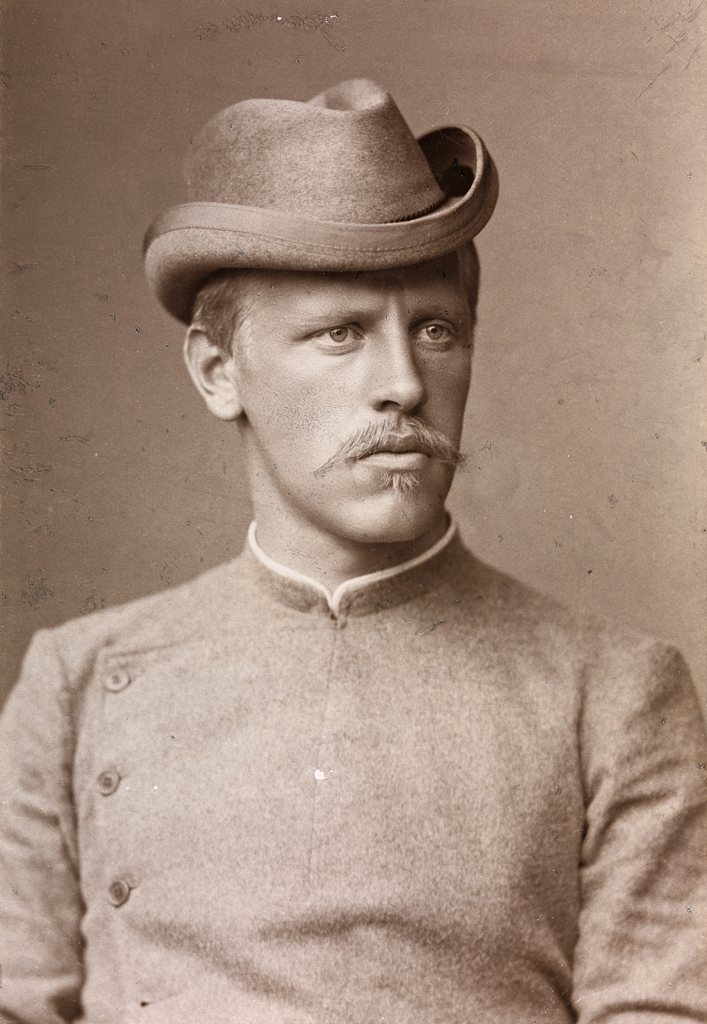
Nansen în 1889 (la 28 de ani)

Nansen a început pentru prima oară să ia în calcul posibilitatea de a ajunge la Polul Nord folosind doar deriva naturală a ghețurilor polare când, în 1884, a citit teoriile lui Henrik Mohn⁠(en)[traduceți], distinsul meteorolog norvegian. Artifacte găsite pe coasta Groenlandei fuseseră identificate ca provenind de la vasul american de explorare arctică Jeannette⁠(en)[traduceți], care fusese zdrobit și scufundat în iunie 1881 în partea cealaltă a Oceanului Arctic, în largul coastelor Siberiei. Mohn bănuia că locul artifactelor indică existența unui curent oceanic, care curge de la est la vest de-a lungul mării polare, posibil chiar peste pol. Un vas suficient de puternic ar putea astfel să pătrundă în marea siberiană înghețată și să fie dus de curent pe coasta Groenlandei peste pol.
Ideea a rămas în mintea lui Nansen în următorii ani. După întoarcerea triumfală din Groenlanda, a început să dezvolte un plan detaliat pentru o întreprindere polară, plan pe care l-a făcut public în februarie 1890 la o ședință a recent înființatei Societăți Geografice Norvegiene. El argumenta că expedițiile anterioare abordaseră Polul Nord dinspre vest și eșuaseră deoarece înaintau împotriva curentului est-vest. Secretul succesului era înaintarea în sensul curentului. Un plan fezabil, spunea Nansen, necesita un vas mic, solid și manevrabil, capabil să transporte combustibil și provizii pentru doisprezece oameni timp de cinci ani. Vasul ar fi navigat până la poziția aproximativă a naufragiului lui Jeannette și, apoi, va intra între ghețuri. Apoi va pluti în derivă către vest cu curentul către pol și dincolo de el, ajungând în cele din urmă în marea dintre Groenlanda și Spitsbergen.
Mulți navigatori ai mărilor polare au luat peste picior planurile lui Nansen. Exploratorul american pensionar Adolphus Greely⁠(en)[traduceți] a spus despre idee că este „un plan ilogic de auto-distrugere”. Sir Allen Young, veteran al căutărilor după urmele expediției pierdute a lui Sir John Franklin, și Sir Joseph Hooker, care navigase spre sud cu James Clark Ross în 1839–43, au fost la fel de disprețuitori. După un discurs plin de pasiune, însă, Nansen și-a asigurat susținerea parlamentului norvegian, care a votat să-i acorde un grant. Balanța fondurilor a fost echilibrată și de donații private și provenite dintr-un apel național.

### Pregătirile

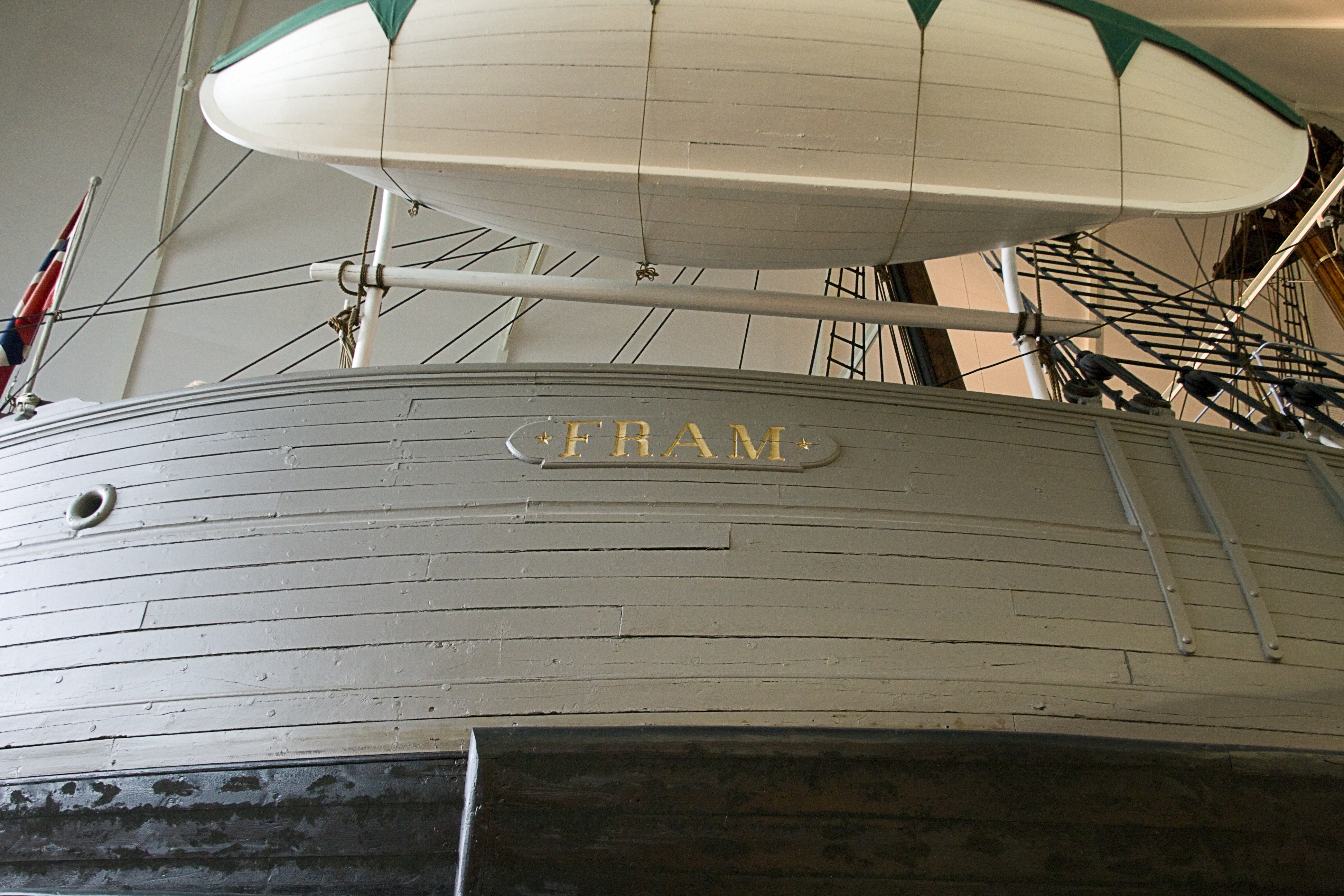
Fotografie modernă a carenei lui Fram

Nansen l-a ales pe Colin Archer, cel mai de seamă constructor și arhitect naval al Norvegiei, pentru a proiecta și a construi un vas potrivit pentru proiectul de expediție. Folosind cele mai dure bârne de stejar disponibile, precum și un sistem complex de grinzi și întărituri pe toată lungimea, Archer a construit un vas de o robustețe extraordinară. Carena rotunjită a fost proiectată în așa fel încât să alunece în sus din mijlocul ghețurilor. Viteza și performanța au căzut pe un plan secundar, mai importante fiind cerința ca nava să fie un adăpost sigur și călduros pe timpul unei perioade lungi. Cu o lungime totală de 38 m și cu o lățime maximă de 11 m, deci cu un raport lungime-lățime puțin mai mare decât trei, vasul avea un aspect butucănos, justificat astfel de către Archer: „un vas care este construit exclusiv în scopul lui Nansen trebuie să difere esențial de orice vas cunoscut.” Vasul a fost lansat la apă de către Eva Nansen⁠(en)[traduceți] la șantierul naval al lui Archer de la Larvik, la 6 octombrie 1892, și a fost botezat Fram, în traducere „Înainte”.
Din mii de candidați, Nansen a ales un grup de doisprezece. Otto Sverdrup din expediția din Groenlanda a fost numit căpitan al lui Fram și secund al expediției. Competiția pentru locurile în călătorie a fost atât de acerbă, încât locotenentul de rezervă din armată și expertul în conducerea câinilor Hjalmar Johansen⁠(en)[traduceți] s-a înscris ca fochist, singurul post disponibil.

### Între ghețuri
Ruta lui Fram către est de la Vardø către coasta siberiană, cu virajul spre nord la Insulele Noii Siberii pentru a intra în banchiza de gheață, iulie–septembrie 1893
     Deriva lui Fram în gheața de la Insulele Noii Siberii către nord și vest la Spitsbergen, septembrie 1893 – august 1896
     Marșul lui Nansen și Johansen către cel mai nordic punct, 86°13.6′N, și ulterioara retragere către Capul Flora din Insulele Franz Josef, martie 1895 – iunie 1896
     Întoarcerea lui Nansen și Johansen la Vardø de la Capul Flora, august 1896
     Călătoria lui Fram de la Spitsbergen la Tromsø, august 1896

Rutele urmate în expediția Fram din 1893–1896:
Ruta lui Fram către est de la Vardø către coasta siberiană, cu virajul spre nord la Insulele Noii Siberii pentru a intra în banchiza de gheață, iulie–septembrie 1893
Deriva lui Fram în gheața de la Insulele Noii Siberii către nord și vest la Spitsbergen, septembrie 1893 – august 1896
Marșul lui Nansen și Johansen către cel mai nordic punct, 86°13.6′N, și ulterioara retragere către Capul Flora din Insulele Franz Josef, martie 1895 – iunie 1896
Întoarcerea lui Nansen și Johansen la Vardø de la Capul Flora, august 1896
Călătoria lui Fram de la Spitsbergen la Tromsø, august 1896

Fram a plecat din Christiania la 24 iunie 1893, în ovațiile miilor de spectatori. După o înaintare lentă în jurul coastei, ultimul port în care a oprit a fost Vardø, în nord-estul extrem al Norvegiei. Fram a plecat din Vardø la 21 iulie, urmând Pasajul de Nord-Est⁠(en)[traduceți] deschis de Nordenskiöld în 1878–79, de-a lungul coastei nordice a Siberiei. Progresul a fost îngreunat de condițiile de ceață și gheață din mările necartografiate. Echipajul a avut de suferit și fenomenul de apă moartă⁠(en)[traduceți], în care înaintarea unui vas este împiedicată de frecarea cauzată de un strat de apă dulce aflat deasupra unuia mai dens de apă sărată. Cu toate acestea, Capul Celiuskin, cel mai nordic punct al masei continentale eurasiatice, a fost depășit la 10 septembrie. Zece zile mai târziu, când Fram s-a apropiat de zona în care fusese distrusă Jeannette, s-a observat banchiză groasă pe la 78° latitudine nordică. Nansen a urmat linia banchizei către nord până la o poziție înregistrată ca fiind 78°49′N, 132°53′E, înainte de a ordona oprirea motoarelor și ridicarea cârmei. Din acest punct a început deriva lui Fram.
Primele săptămâni în gheață au fost frustrante, deriva fiind imprevizibilă, uneori către nord, alteori către sud; până la 19 noiembrie, latitudinea lui Fram era mai la sud decât cea la care intrase în ghețuri. Abia în anul următor, în ianuarie 1894, s-a stabilizat direcția spre nord; punctul de 80° a fost depășit în cele din urmă la 22 martie. Nansen a calculat că, în acest ritm, îi va lua navei cinci ani să ajungă la pol. Cum înaintarea spre nord a navei a continuat într-un ritm care rareori depășea o milă (1,6 km) pe zi, Nansen a început să ia în calcul un nou plan — o călătorie cu sania cu câini⁠(en)[traduceți] către pol. Cu aceasta în minte, el a început să exerseze mânuirea câinilor, efectuând numeroase ieșiri experimentale pe gheață. În noiembrie, Nansen și-a anunțat planul: când vasul depășește paralela de 83°, el și Hjalmar Johansen vor lua câinii și vor încerca să ajungă la pol, în timp ce Fram, sub comanda lui Sverdrup, va continua să plutească în derivă până va ieși din gheață în Atlanticul de Nord. După ajungerea la pol, Nansen și Johansen se vor îndrepta spre cel mai apropiat uscat, insulele Franz Josef, recent descoperite și doar schematic cartografiate. Apoi, ei vor trece în Spitzbergen de unde vor găsi un vas care să-i ducă acasă.
Echipajul a petrecut restul iernii lui 1894–1895 pregătind îmbrăcăminte și echipament pentru călătoria cu sania. S-au construit caiace, pentru a fi duse pe sanie până când vor fi necesare în vederea traversării de ape. Pregătirile au fost întrerupte la începutul lui ianuarie, când vasul s-a cutremurat violent. Echipajul a debarcat, de teama că vasul va fi zdrobit, dar Fram s-a dovedit la înălțimea pericolului. La 8 ianuarie 1895, poziția vasului era 83°34′N, mai la nord de anteriorul record Farthest North⁠(en)[traduceți] de 83°24 al lui Greely.

### Tentativa de a atinge polul

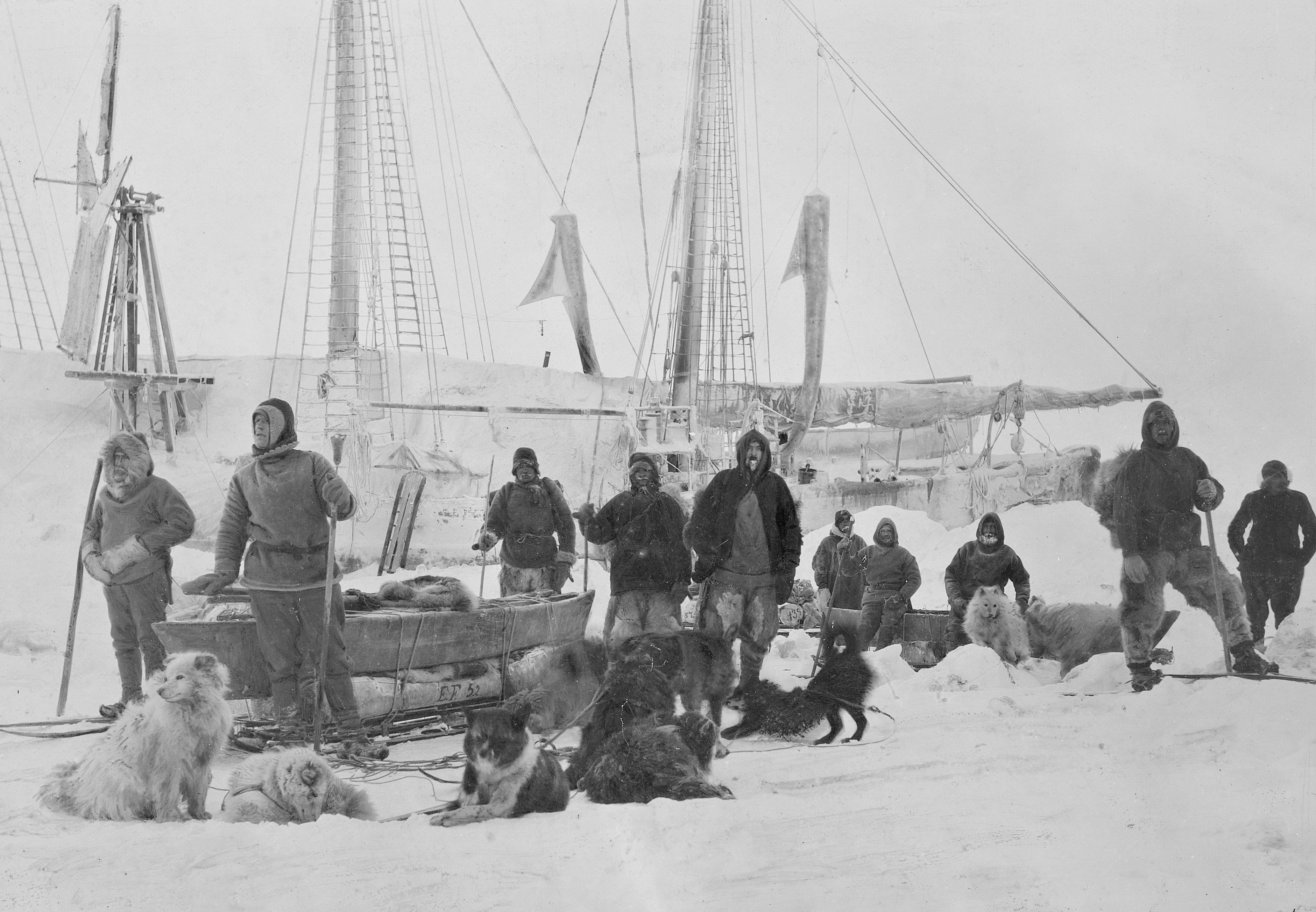
Nansen și en se pregătesc să părăsească Fram pentru marșul lor polar, 14 martie 1895. Nansen este al doilea din stânga, iar, Johansen al doilea din dreapta.

La 14 martie 1895, după două starturi anulate, cu vasul aflat la 84°4′N, Nansen și Johansen și-au început călătoria. Nansen alocase 50 de zile pentru a acoperi cei 660 km până la pol, ceea ce ar fi însemnat 13 km pe zi. După o săptămână de înaintare, o măsurătoare cu sextantul a indicat că media era de 17 km pe zi și că stăteau mai bine decât planificaseră. Suprafețele accidentate făceau însă înaintarea pe schiuri mai dificilă și viteza a scăzut. Ei și-au dat seama și că mergeau împotriva unei derive a gheții către sud, ceea ce însemna că distanța parcursă nu era neapărat egală cu o înaintare spre nord. La 3 aprilie, Nansen a început să se întrebe dacă obiectivul de a ajunge la pol mai este realizabil. În lipsa unei îmbunătățiri a vitezei, proviziile nu le-ar fi ajuns până la pol și mai departe până la Insulele Franz Josef. El scria în jurnal: „sunt din ce în ce mai convins că va trebui să ne întoarcem mai devreme.” La 7 aprilie, după ce au campat și au observat că drumul înainte este „un adevărat haos de blocuri de gheață ce se întind până la orizont”, Nansen a hotărât întoarcerea spre sud. A înregistrat latitudinea ultimei tabere nordice ca fiind 86°13.6′N, cu aproape trei grade mai departe de recordul anterior Farthest North (cel mai nordic punct atins de un om).

### Retragerea
La început, Nansen și Johansen au înaintat bine spre sud, dar la 13 aprilie, au avut o problemă gravă, întrucât ambele cronometre⁠(en)[traduceți] li s-au oprit. Fără ora corectă, le era imposibil să-și calculeze longitudinea și deci să navigheze cu precizie către Insulele Franz Josef. Și-au repornit ceasurile pe baza presupunerii lui Nansen că se află la 86° longitudine estică, dar din acel moment au fost nesiguri de poziția lor reală.

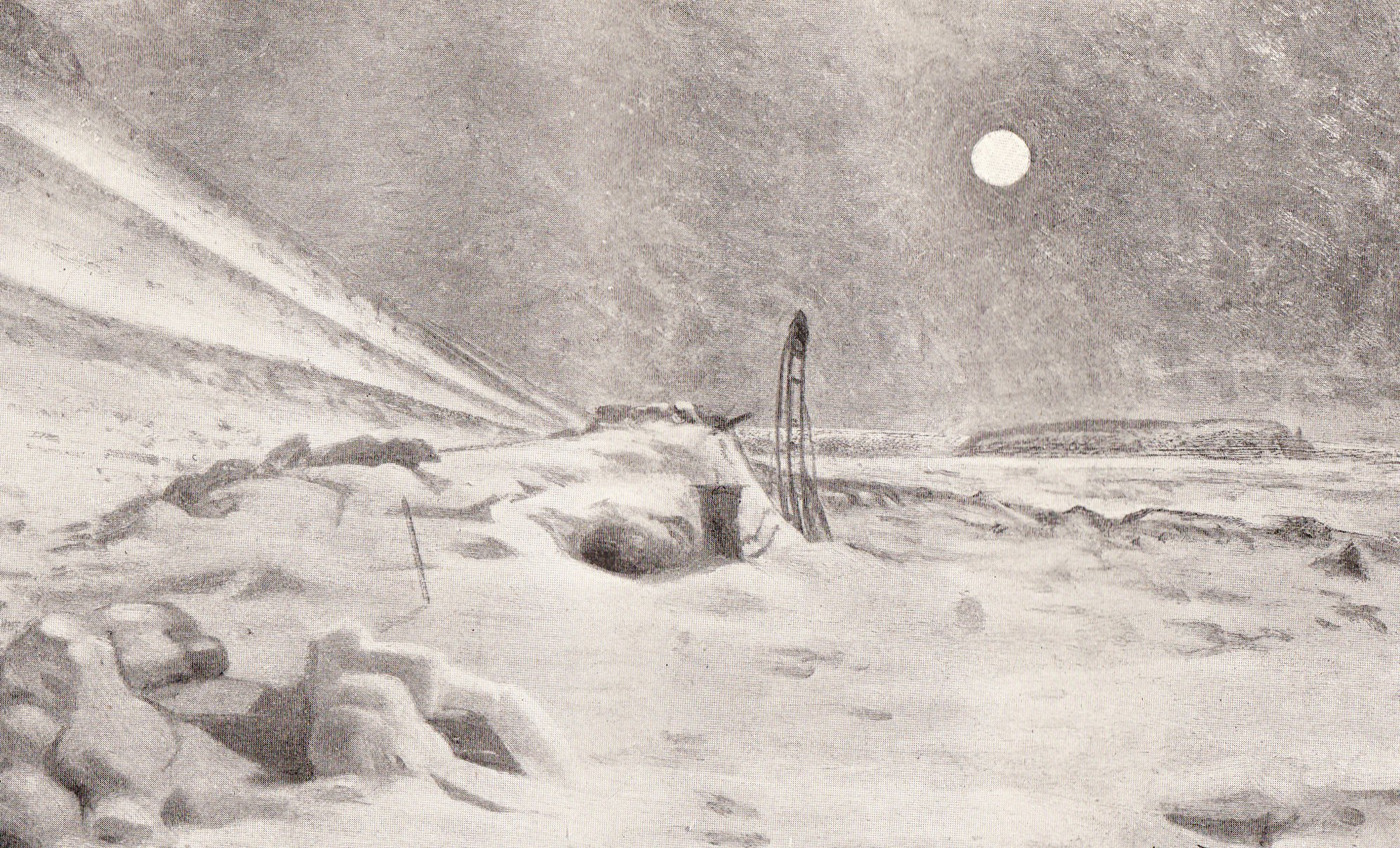
Coliba in Insulele Franz Josef, acoperită cu zăpadă, în care Nansen și Johansen și-au petrecut iarna 1895–96. Desen pe baza fotografiei lui Nansen.

Către sfârșitul lui aprilie, au observat urmele unei vulpi polare, prima urmă a unei ființe vii în afara câinilor, pe care o văzuseră de la plecarea de la Fram. În curând, au început să observe și urme de urși, și spre sfârșitul lui mai, observaseră foci, pescăruși și balene. La 31 mai, după calculele lui Nansen, se aflau la doar 93 km de Capul Fligely, cel mai nordic punct cunoscut al Insulelor Franz Josef. Condițiile de înaintare se înrăutățiseră, însă, întrucât vremea mai caldă dusese la ruperea gheții. La 22 iunie, cei doi au hotărât să se odihnească pe o banchiză, pentru a-și aduna forțele și pentru a-și repara echipamentul în vederea următoarei etape a călătoriei. Au rămas acolo timp de o lună. A doua zi după ce au părăsit această tabără, Nansen consemna: „în sfârșit s-a întâmplat minunea — pământ, pământ, și după ce aproape abandonasem credința în ea!” Dacă acest pământ încă îndepărtat erau Insulele Franz Josef sau o nouă descoperire, ei nu știau — nu aveau pentru îndrumare decât o schiță de hartă aproximativă. La 6 august, ei au ajuns la marginea gheții, unde au împușcat ultimul câine — îl ucideau regulat începând cu 24 aprilie pe cel mai slab pentru a-i hrăni pe ceilalți. Și-au legat apoi cele două caiace împreună, au ridicat o pânză și s-au îndreptat spre uscat.
În curând, a devenit clar că acest uscat făcea parte dintr-un grup de insule. Înaintând încet către sud, Nansen a identificat un promontoriu drept Capul Felder, de la marginea vestică a Insulelor Franz Josef. Către sfârșitul lui august, pe măsură ce vremea s-a răcit și călătoriile au devenit din ce în ce mai dificile, Nansen a hotărât să așeze tabăra de iarnă.  Într-un golfuleț adăpostit, cu piatră și mușchi drept materiale de construcții, cei doi au ridicat o colibă care urma să fie casa lor în următoarele opt luni. Cum exista suficient vânat sub formă de urși, morse și foci pentru a-și ține cămara plină, principalul lor dușman nu era foamea, ci lipsa de activitate. După sărbătorirea tăcută a Crăciunului și a Anului Nou, cum vremea a început încet-încet să se amelioreze, ei s-au pregătit să-și părăsească refugiul, dar abia la 19 mai 1896 au reușit să-și reia drumul.

### Salvarea și întoarcerea
La 17 iunie, în timpul unei opriri pentru reparații, după ce caiacele le fuseseră atacate de o morsă, Nansen a crezut că aude lătrat de câine și voci. S-a dus să investigheze și după câteva minute a văzut silueta unui om apropiindu-se de el. Era exploratorul britanic Frederick George Jackson⁠(en)[traduceți], care conducea o expediție în Insulele Franz Josef și își avea tabăra la Capul Flora⁠(en)[traduceți] de pe Insula Northbrook⁠(en)[traduceți] din apropiere. Cei doi au fost la fel de uimiți de întâlnirea lor; după o scurtă ezitare Jackson a întrebat: „Ești Nansen, nu-i așa?”, și a primit răspunsul „Da, sunt Nansen.” Johansen a fost luat și el, și cei doi au fost duși la Capul Flora unde, în următoarele săptămâni, și-au revenit după grelele încercări. Nansen a scris apoi că „încă nu putea crede” brusca schimbare în bine a situației; dacă nu ar fi fost atacul morsei care să-l întârzie, cele două grupuri ar fi putut să nu se întâlnească niciodată.

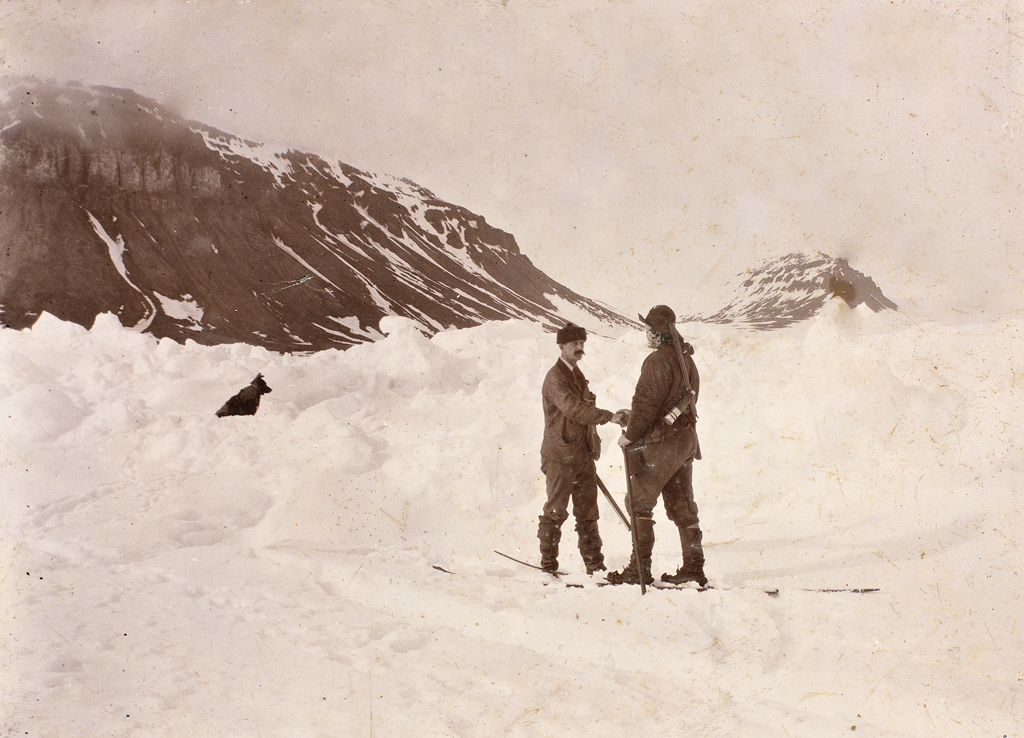
Întâlnirea Nansen–Jackson la en, 17 iunie 1896

La 7 august, Nansen și Johansen au urcat pe vasul de aprovizionare al lui Jackson Windward⁠(en)[traduceți] și s-au îndreptat spre Vardø unde au ajuns pe 13. Ei au fost întâmpinați acolo de Hans Mohn, autorul teoriei derivei polare, care se întâmpla să se afle în oraș. Lumea a fost în scurt timp informată printr-o telegramă de întoarcerea lui Nansen, dar încă nu exista nicio veste despre Fram. Luând vaporul poștal săptămânal spre sud, Nansen și Johansen au ajuns la Hammerfest la 18 august, unde au aflat că Fram fusese văzut. Ieșise dintre ghețuri la nord și vest de Spitsbergen, așa cum prevăzuse Nansen, și era acum în drum spre Tromsø. Nu trecuse peste pol, și nici nu depășise reperul nordic extrem al lui Nansen. Fără întârziere, Nansen și Johansen s-au îndreptat spre Tromsø, unde s-au reîntâlnit cu tovarășii lor.
Călătoria înapoi spre Christiania a fost un șir de primiri triumfale în fiecare port. La 9 septembrie, Fram a fost escortat în portul Christiania și salutat de cea mai mare mulțime văzută vreodată de oraș. Echipajul a fost primit de regele Oscar, iar Nansen, împreună cu familia sa, a rămas la palat mai multe zile ca oaspete special. Au sosit mesaje de felicitare din toată lumea; unul tipic a fost cel din partea alpinistului britanic Edward Whymper, care a scris că Nansen îndeplinise „o realizare aproape la fel de mare ca toate călătoriile secolului al XIX-lea la un loc”.

## Personalitate națională

### Om de știință și oracol polar
Prima misiune a lui Nansen la întoarcere a fost să scrie o relatare a călătoriei sale, ceea ce a făcut remarcabil de repede, producând 300.000 de cuvinte de text în norvegiană până în noiembrie 1896; o traducere în engleză, intitulată Farthest North, a fost gata în ianuarie 1897. Cartea a avut imediat succes și i-a asigurat lui Nansen viitorul financiar pe termen lung. Nansen a inclus fără vreun comentariu și singura critică dură a conduitei sale, critică provenită de la Greely, care scrisese în Harper's Weekly⁠(en)[traduceți] despre hotărârea lui Nansen de a părăsi Fram și de a se îndrepta spre pol: „este de neînțeles cum de a putut Nansen să devieze într-atât de la cea mai sfântă datorie a comandantului unei expediții navale.”
În cei 20 de ani de după întoarcerea sa din Oceanul Arctic, Nansen și-a dedicat mare parte din energie muncii științifice. În 1897, a acceptat un post de profesor de zoologie la Universitatea Regală Frederick, care i-a dat o bază de pe care să înceapă complexa muncă de a redacta rapoartele rezultatelor științifice ale expediției Fram. Această muncă era mult mai dificilă decât relatarea narațiunii expediției. Rezultatele au fost în cele din urmă publicate în șase volume și, conform unui cercetător al polilor, Robert Rudmose-Brown⁠(en)[traduceți], „au fost pentru oceanografia arctică ceea ce au fost rezultatele expediției Challenger⁠(en)[traduceți] pentru celelalte oceane.”
În 1900, Nansen a devenit director al Laboratorului Internațional pentru Cercetări în Marea Nordului, cu sediul la Christiania, și a contribuit la înființarea Consiliului Internațional pentru Explorarea Mării. Prin legăturile cu această din urmă entitate, în vara lui 1900 Nansen s-a îmbarcat pentru prima sa vizită în apele arctice după expediția Fram, o croazieră în Islanda și în Insula Jan Mayen pe vasul de cercetări oceanografice Michael Sars, denumită după tatăl Evei. Puțin după întoarcere, a aflat că recordul lui de Farthest North fusese depășit de către membrii expediției italiene a ducelui de Abruzzi. Ei ajunseseră la 86°34`N în 24 aprilie 1900, într-o tentativă de a ajunge la Polul Nord pornind din Insulele Franz Josef. Reacția lui Nansen la primirea vestei a fost una filosofică: „Ce valoare există în a avea scopuri de dragul scopurilor? Toate dispar ... este doar o problemă de timp.”
Nansen era considerat un oracol de către toți viitorii exploratori ai regiunilor polare de nord și de sud. Abruzzi îl consultase, la fel și belgianul Adrien de Gerlache, ambii efectuând expediții în Antarctica. Deși Nansen a refuzat să-l întâlnească pe compatriotul său, exploratorul Carsten Borchgrevink⁠(en)[traduceți] (pe care îl considera un impostor), el l-a sfătuit pe Robert Falcon Scott pe teme de echipament și transport polar, înainte de expediția Discovery din 1901–1904. Sfatul lui Nansen de a folosi câini, pe care îi considera cel mai bun mijloc de transport polar, a fost ignorat cu politețe de Scott; cei doi au rămas însă în relații bune. La un moment dat, Nansen s-a gândit serios să conducă și el o expediție la Polul Sud și i-a cerut lui Colin Archer să proiecteze două nave. Aceste planuri au rămas însă doar în fază de proiect.
În 1901 familia lui Nansen se mărise deja considerabil. O fiică, Liv, se născuse chiar înainte de plecarea lui Fram; un fiu, Kåre, s-a născut în 1897, urmat de o fiică, Irmelin, în 1900 și un al doilea fiu, Odd⁠(en)[traduceți], în 1901. Casa familiei, pe care Nansen o construise în 1891 din profiturile cărții despre expediția în Groenlanda, era acum prea mică. Nansen a achiziționat un lot de pământ în districtul Lysaker⁠(en)[traduceți] și și-a construit, în mare parte din proiect propriu, o casă mare și impunătoare ce combina unele din caracteristicile conacelor englezești cu trăsături din Renașterea italiană. Casa a fost bună de locuit în aprilie 1902; Nansen a botezat-o Polhøgda (în norvegiană „înălțimile polare”), și ea a rămas casa lui toată viața. Un al cincilea copil, ultimul, fiul Asmund, s-a născut la Polhøgda în 1903.

### Politician și diplomat

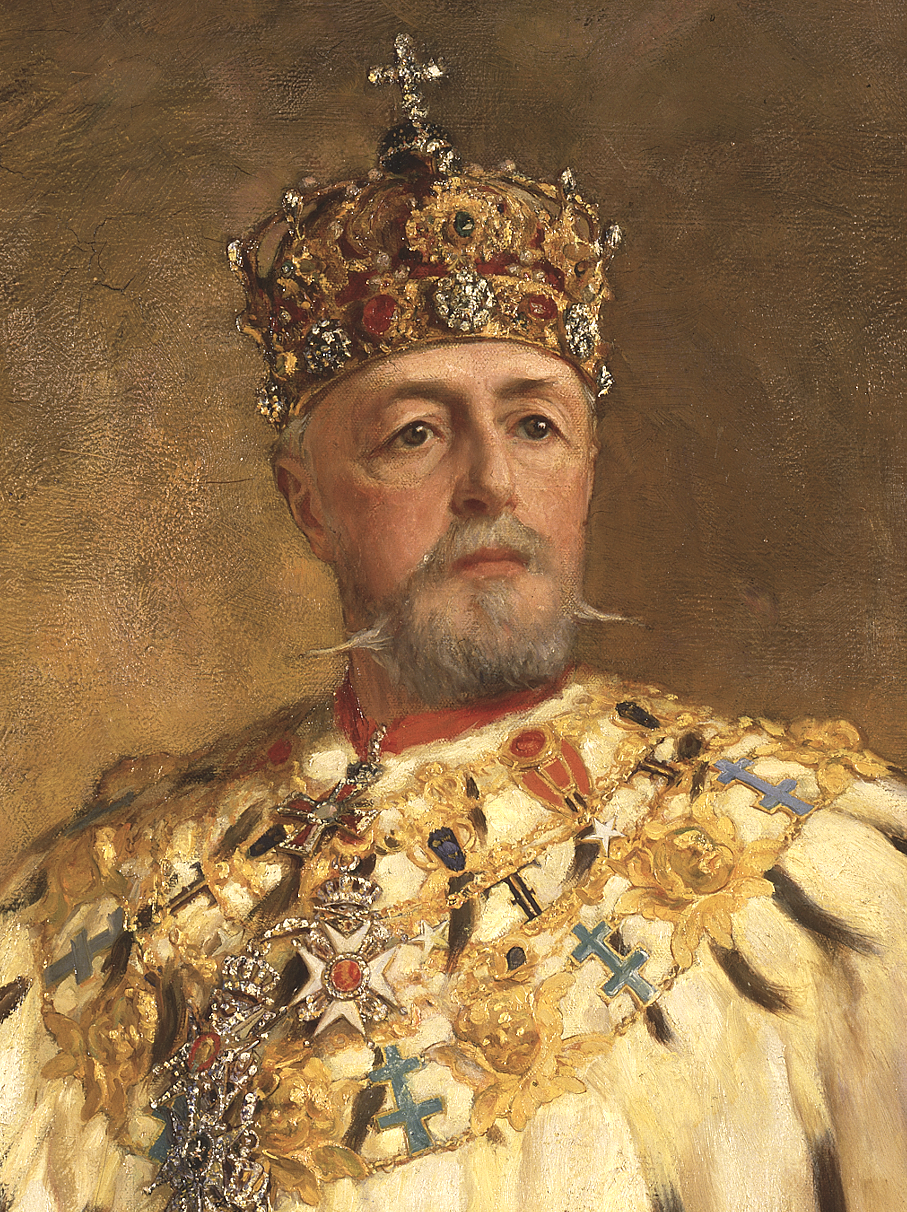
Oscar al II-lea, ultimul rege al uniunii statale dintre Suedia și Norvegia. A rămas rege al Suediei după independența Norvegiei din 1905.

Uniunea între Norvegia și Suedia, impusă de Marile Puteri în 1814, s-a confruntat cu enorme tensiuni interne în anii 1890, principala problemă în chestiune fiind drepturile Norvegiei de a avea propriul serviciu consular. Nansen, deși nu avea înclinații de politician, vorbise pe această temă în apărarea intereselor Norvegiei. La începutul secolului al XX-lea se părea că mai este încă posibil un acord între cele două țări, dar speranțele s-au risipit după ce negocierile au eșuat în februarie 1905. Guvernul norvegian a căzut și a fost înlocuit cu unul condus de Christian Michelsen⁠(en)[traduceți], al cărui program era unul de despărțire de Suedia.
În februarie și martie, Nansen a publicat o serie de articole de presă prin care s-a poziționat ferm în tabăra separatistă. Noul prim-ministru îl dorea pe Nansen în cabinet, dar Nansen nu avea ambiții politice. La cererea lui Michelsen însă, el s-a dus la Berlin și apoi la Londra unde, într-o scrisoare adresată ziarului The Times, a prezentat lumii anglofone pledoaria Norvegiei pentru serviciu consular separat. La 17 mai 1905, ziua Constituției Norvegiei, Nansen s-a adresat unei mulțimi adunate în Christiania, spunând:

Acum s-au închis toate căile de retragere. Acum mai rămâne o singură cale, drumul înainte, poate unul prin dificultăți și greutăți, dar înainte pentru țara noastră, pentru Norvegia liberă.
El a scris și o carte, Norvegia și Uniunea cu Suedia, anume pentru a promova în străinătate cazul Norvegiei.
La 23 mai, Stortingul a adoptat Legea Consulatelor, prin care își înființa serviciu consular separat. Regele Oscar a refuzat să-și dea consimțământul; la 27 mai, guvernul norvegian a demisionat, dar regele nu a vrut să recunoască nici acest pas. La 7 iunie, Stortingul a anunțat unilateral dizolvarea uniunii cu Suedia. Într-o situație tensionată, guvernul suedez a acceptat cererea Norvegiei ca dizolvarea uniunii să fie decisă printr-un referendum în rândurile norvegienilor. Acesta s-a ținut la 13 august 1905 și a avut ca rezultat un vot covârșitor în favoarea separării, moment în care regele Oscar a renunțat la coroana Norvegiei, păstrând-o doar pe cea suedeză. Un al doilea referendum, ținut în noiembrie, a decis ca noul stat independent să rămână tot monarhie și să nu devină republică. Anticipând acest rezultat, guvernul lui Michelsen a analizat diverși principi drept candidați pentru tronul norvegian. Confruntat cu refuzul regelui Oscar de a permite cuiva din Casa Bernadotte din care făcea parte el să accepte coroana, a fost ales prințul Carol al Danemarcei. În iulie 1905 Michelsen l-a trimis pe Nansen la Copenhaga într-o misiune secretă de a-l convinge pe Carol să accepte tronul Norvegiei. Nansen a reușit; la scurt timp după al doilea referendum, Carol a fost proclamat rege, luându-și numele de Haakon al VII-lea. El și soția sa, prințesa britanică Maud, au fost încoronați în Catedrala Nidaros din Trondheim la 22 iunie 1906.
În aprilie 1906, Nansen a fost numit ambasador al Norvegiei la Londra. Principala sa misiune a fost aceea de a colabora cu reprezentanții marilor puteri europene la elaborarea unui Tratat de Integritate care să garanteze poziția Norvegiei. Nansen era popular în Anglia și se înțelegea bine cu regele Edward, deși funcțiunile protocolare ale curții și îndatoririle diplomatice i se păreau dezagreabile; le descria ca fiind „frivole și anoste”. El a reușit însă să-și urmeze și interesele geografice și științifice prin contacte cu Royal Geographical Society și cu alte organizații de savanți. Tratatul a fost semnat la 2 noiembrie 1907, iar Nansen și-a considerat misiunea îndeplinită. Rezistând rugăminților venite, printre alții, de la regele Edward, de a rămâne în Londra, la 15 noiembrie Nansen a demisionat. După câteva săptămâni, încă rămas în Anglia ca oaspete al regelui la Sandringham, Nansen a aflat vestea că Eva este grav bolnavă de pneumonie. La 8 decembrie a plecat spre casă, dar înainte să ajungă la Polhøgda a aflat dintr-o telegramă că Eva murise.

### Oceanograf și călător

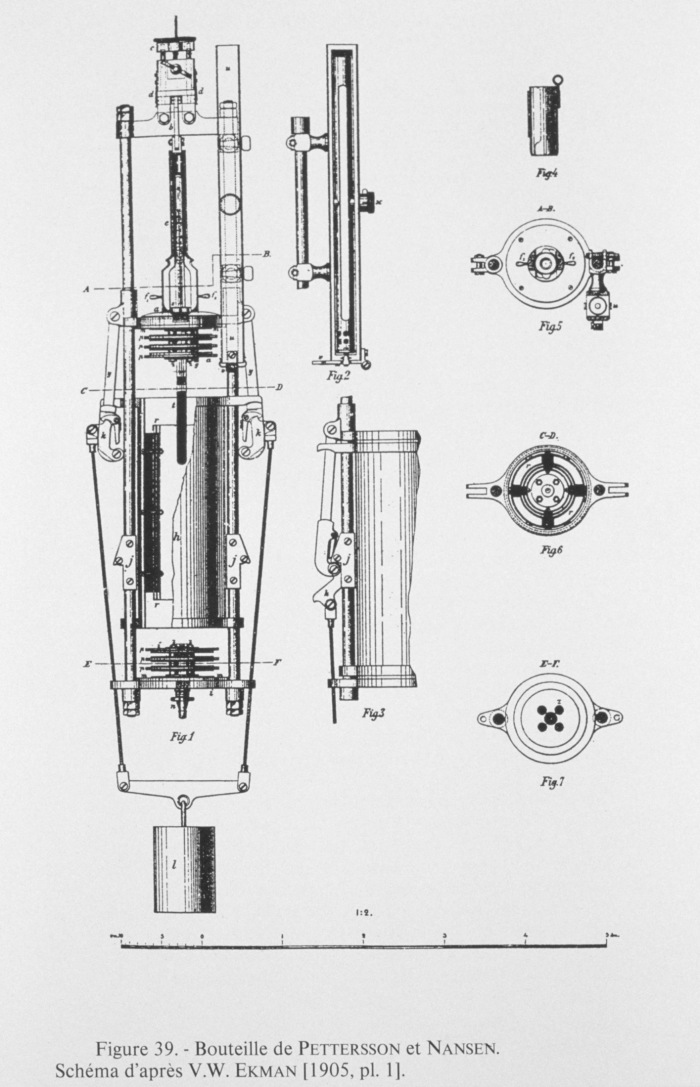
O ilustrație a funcționării sticlei Nansen

După o perioadă de doliu, Nansen s-a întors la Londra. Fusese convins de guvernul său să-și amâne demisia până după vizita de stat a regelui Edward în Norvegia în aprilie 1908. Retragerea sa oficială din serviciul diplomatic a fost datată 1 mai 1908, aceeași zi în care catedra sa de la universitate a fost schimbată de la zoologie la oceanografie. Această nouă denumire reflecta caracterul intereselor științifice mai recente ale lui Nansen. În 1905, îi furnizase medicului suedez Walfrid Ekman⁠(en)[traduceți] datele care au dus la consacrarea principiului oceanografic al spiralei Ekman⁠(en)[traduceți]. Pe baza observațiilor efectuate de Nansen asupra curenților oceanici și înregistrate în timpul expediției Fram, Ekman a concluzionat că efectul vântului la suprafața mării produce curenți care „formează ceva ca o casă a scărilor în spirală, către în jos spre adâncimi”. În 1909, Nansen, împreună cu Bjørn Helland-Hansen⁠(en)[traduceți] au publicat un articol academic intitulat Marea Norvegiei: oceanografie fizică, pe baza călătoriei cu Michael Sars din 1900.
Nansen era acum retras din activitatea de explorare polară, pasul decisiv în acest sens fiind trecerea lui Fram în posesia compatriotului său Roald Amundsen, care punea la cale o expediție la Polul Nord. Când Amundsen a făcut controversata schimbare de plan și s-a hotărât să meargă la Polul Sud, Nansen l-a susținut. Între 1910 și 1914, Nansen a participat la mai multe călătorii oceanografice. În 1910, la bordul vasului norvegian Fridtjof, a efectuat cercetări în Atlanticul de Nord, iar în 1912 a mers cu propriul său iaht, Veslemøy, în Insula Ursului și în Spitsbergen. Principalul obiectiv al croazierei lui Veslemøy era cercetarea salinității în bazinul nord-polar. Una din contribuțiile de durată aduse de Nansen în oceanografie a fost munca de proiectare de instrumente și echipamente; „sticla Nansen” pentru colectarea de probe de apă de la adâncimi mari a rămas utilizată până în secolul al XXI-lea, într-o variantă actualizată de Shale Niskin⁠(en)[traduceți].
La cererea Royal Geographical Society, Nansen a început să lucreze la un studiu al descoperirilor arctice, care s-a dezvoltat într-o istorie în două volume a explorării regiunilor nordice până la începutul secolului al XVI-lea. Cele două volume au fost publicate în 1911 sub titlul Nord i Tåkeheimen („În cețurile nordice”). În acel an, a reîntâlnit-o pe Kathleen Scott⁠(en)[traduceți], soția lui Robert Falcon Scott a cărui expediție Terra Nova mersese în Antarctica în 1910. Biograful Roland Huntford⁠(en)[traduceți] a afirmat că Nansen și Kathleen Scott a avut o scurtă relație amoroasă. Multe femei erau atrase de Nansen, și el avea o oarecare reputație de afemeiat. Viața lui personală era agitată în această perioadă; în ianuarie 1913 a primit vestea sinuciderii lui Hjalmar Johansen, care se întorsese în dizgrație din expediția lui Amundsen care a ajuns la Polul Sud. În martie 1913, cel mai mic fiu al lui Nansen, Asmund, a murit după o lungă suferință.
În vara lui 1913, Nansen a călătorit în Marea Kara, ca parte a unei delegații trimisă să cerceteze o posibilă rută comercială între Europa de Vest și interiorul Siberiei. Grupul a mers apoi cu vaporul în susul râului Enisei până la Krasnoiarsk, și apoi a călătorit pe Calea Ferată Transsiberiană la Vladivostok, de unde s-a întors acasă. Viața și cultura popoarelor Rusiei a trezit în Nansen un interes și o simpatie pe care avea să le păstreze tot restul vieții. Imediat înainte de Primul Război Mondial, Nansen a plecat cu Helland-Hansen într-o croazieră oceanografică în apele Atlanticului estic.

### Om de stat și umanitarist

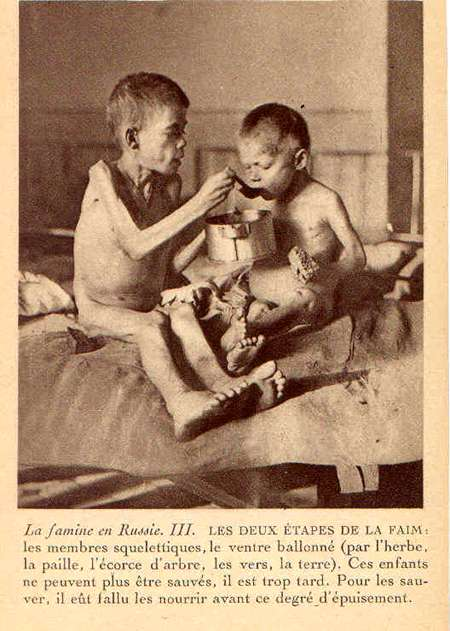
Nansen a strâns fonduri pentru a combate foametea din Rusia făcând fotografii și vânzând cărți poștale pe tema dezastrului.

La izbucnirea războiului în 1914, Norvegia și-a declarat neutralitatea, ca și Suedia și Danemarca. Nansen a fost numit președinte al Uniunii Norvegiene pentru Apărare, dar nu avea prea multe îndatoriri oficiale și a putut să-și continue activitatea profesională în măsura în care îi permiteau circumstanțele. Pe măsură ce războiul înainta, pierderea comerțului exterior al Norvegiei a dus la penurii grave de hrană în toată țara, care au devenit critice în aprilie 1917 când Statele Unite au intrat în război și au pus restricții suplimentare asupra comerțului internațional. Nansen a fost trimis la Washington de guvernul norvegian; după luni de discuții, el a reușit să asigure un ajutor în hrană și în alte provizii în schimbul introducerii unui sistem de rații. Când guvernul a ezitat să aprobe înțelegerea, el a semnat acordul din proprie inițiativă.
La câteva luni după sfârșitul războiului, în noiembrie 1918, un proiect de acord fusese acceptat de Conferința de Pace de la Paris în vederea creării unei Ligi a Națiunilor, ca mijloc de rezolvare a disputelor între țări pe cale pașnică. Fondarea Ligii în același timp cu sfârșitul războiului a fost ceva providențial pentru Nansen, care astfel a căpătat un nou domeniu în care să-și investească surplusul lui de energie.
A devenit președinte al Societății Norvegiene pentru Liga Națiunilor și, deși țările scandinave cu tradițiile lor de neutralitate s-au păstrat la început la distanță, activismul său a contribuit la aderarea Norvegiei la Ligă în 1920, iar el a devenit unul din cei trei delegați la Adunarea Generală a Ligii Națiunilor.
În aprilie 1920, la cererea Ligii, Nansen a început să organizeze repatrierea a circa o jumătate de milioane de prizonieri de război, rămași în diverse părți ale lumii. Dintre aceștia, 300.000 se aflau în Rusia care, cuprinsă de revoluție și război civil, nu mai era interesată de soarta lor. Nansen a reușit să raporteze Adunării în noiembrie 1920 că circa 200.000 de oameni reveniseră în siguranță la casele lor. „Niciodată în viața mea”, spunea el, „nu am mai fost pus în legătură cu atât de multă suferință.” Nansen și-a continuat munca încă doi ani până când, în ultimul său raport adresat Adunării în 1922, a reușit să declare că 427.886 de prizonieri fuseseră repatriați în circa 30 de țări diferite. Comisia responsabilă a consemnat că povestea eforturilor lui „va conține istorisiri de fapte eroice demne de cele din narațiunea traversării Groenlandei și din cea a marii călătorii arctice.”
Chiar și înainte ca această muncă să fie încheiată, Nansen s-a implicat și într-un alt efort umanitar. La 1 septembrie 1921, la propunerea delegatului britanic Philip Noel-Baker, a acceptat postul de înalt comisar pentru refugiați al Ligii. Pe agenda sa, principalul punct a fost recolonizarea a circa două milioane de refugiați ruși dislocați de Revoluția Rusă. În același timp, el a încercat să abordeze și problema urgentă a foametei din Rusia; după eșecul generalizat al recoltelor, circa 30 milioane de oameni erau în situația de a muri de foame. În ciuda apelurilor lui Nansen în favoarea muritorilor de foame, guvernul revoluționar al Rusiei era temut pe plan internațional și nu se bucura de încredere, iar Liga se ferea să vină în ajutorul popoarelor guvernate de el. Nansen a trebuit să se bazeze mai ales pe strângeri de fonduri din rândurile organizațiilor particulare, iar eforturile lui nu au avut succesul scontat. Ulterior, el avea să se exprime pe această temă:
În diferite țări transatlantice era așa o abundență de porumb, că fermierii a trebuit să-l ardă drept combustibil în locomotivele de pe calea ferată. În același timp, vasele din Europa stăteau în porturi că nu aveau mărfuri de transportat. Simultan, mii, chiar milioane de oameni erau șomeri. Toate acestea, în timp ce treizeci de milioane de oameni din zona Volgăi — nu departe, într-un loc ușor accesibil vaselor noastre — erau lăsați să moară de foame.
O mare problemă în calea muncii lui Nansen în favoarea refugiaților era aceea că multora le lipseau documentele care să le demonstreze identitatea și naționalitatea. Fără un statut legal în țara lor de refugiu, lipsa de acte însemna că ei nu pot merge nicăieri în altă parte. Pentru a depăși acest obstacol, Nansen a întocmit un document care a devenit cunoscut sub numele de „pașaport Nansen”, o formă de act de identitate pentru apatrizi, în același timp recunoscut de peste 50 de guverne, și care a permis refugiaților să treacă legal frontierele. Printre cei mai distinși deținători de pașapoarte Nansen s-au numărat artistul Marc Chagall, compozitorul Igor Stravinski și dansatoarea Anna Pavlova. Deși pașaportul a fost creat la început pentru refugiații din Rusia, el a fost extins pentru a acoperi și alte grupuri. După războaiele greco-turce din 1919–1922, Nansen a mers la Constantinopol pentru a negocia recolonizarea a sute de mii de refugiați, în principal etnici greci care fugiseră din Turcia după înfrângerea armatei grecești. Sărăcitul stat grec nu putea să-i asimileze, și astfel Nansen a pus la cale o schemă de schimb de populație prin care jumătate de milion de turci din Grecia au revenit în Turcia, cu deplină compensație financiară, în timp ce alte împrumuturi au facilitat absorbția refugiaților greci în patria lor. În ciuda unor controverse privind principiul schimbului de populație, planul a fost implementat cu succes pe o perioadă de câțiva ani. În noiembrie 1922, pe când participa la Conferința de la Lausanne, Nansen a aflat că a primit Premiul Nobel pentru Pace pe anul 1922. El a fost premiat pentru „munca în scopul repatrierii prizonierilor de război, munca pentru refugiații ruși, munca de ajutorare a milioanelor de ruși afectați de foamete, și în cele din urmă pentru munca sa actuală în folosul refugiaților din Asia Mică și din Tracia”. Nansen a donat banii primiți ca premiu către susținerea eforturilor umanitare internaționale.
Începând cu 1925, el a petrecut mult timp încercând să ajute refugiații armeni, victime ale Genocidului Armenilor comis de Imperiul Otoman în timpul Primului Război Mondial și ale altor rele tratamente aplicate ulterior. Scopul lui a fost înființarea unui stat național pentru refugiați, în granițele Armeniei Sovietice. Principalul său asistent în această încercare a fost Vidkun Quisling, viitor colaboraționist nazist și șef al unui guvern-marionetă al Norvegiei în al Doilea Război Mondial. După o vizită în regiune, Nansen a prezentat Adunării un plan modest pentru irigarea a 36.000 de hectare (360 km2) pe care s-ar fi putut așeza 15.000 de refugiați. Planul a eșuat în cele din urmă deoarece, chiar și cu energicul activism al lui Nansen, banii pentru finanțarea acestei scheme nu au venit. În ciuda eșecului, el este în continuare foarte apreciat de poporul armean.
În cadrul Adunării Ligii, Nansen a vorbit pe numeroase teme în afara celor legate de refugiați. El credea că Adunarea a dat unor țări mai mici, cum era Norvegia, o „unică oportunitate de a vorbi în sfaturile lumii”. El credea că succesul Ligii în reducerea armamentelor ar fi cea mai mare probă a credibilității ei. El a fost semnatar al Convenției împotriva Sclaviei⁠(en)[traduceți] din 25 septembrie 1926, prin care se încerca interzicerea utilizării muncii forțate. El a susținut o rezolvare a problemei despăgubirilor de război⁠(en)[traduceți] și a promovat aderarea Germaniei la Ligă, care a fost acordată în septembrie 1926 după pregătiri intensive întreprinse de Nansen.

## Sfârșitul vieții

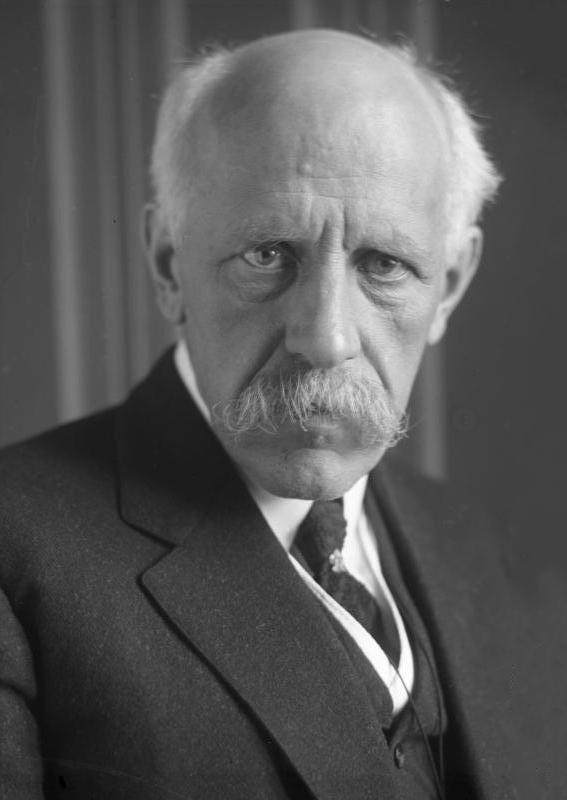
Nansen, spre sfârșitul vieții.

La 17 ianuarie 1919, Nansen s-a căsătorit cu Sigrun Munthe, o veche prietenă cu care avusese o relație amoroasă în 1905, pe când Eva încă trăia. Copiii lui Nansen s-au opus căsătoriei, care s-a dovedit a fi una nefericită; o cunoștință scria despre ei în anii 1920 că Nansen părea insuportabil de nefericit și Sigrun era cufundată în ură.
Angajamentele lui Nansen la Liga Națiunilor de-a lungul anilor 1920 a însemnat că el era în mare parte absent din Norvegia și că era capabil să dedice doar foarte puțin timp muncii științifice. Cu toate acestea, el a continuat să publice articole științifice din când în când. A întreținut speranța că ar mai putea să survoleze Polul Nord, dar nu a putut strânge suficiente fonduri. În orice caz, în această ambiție i-a luat-o înainte Amundsen, care a zburat peste pol în dirijabilul lui Umberto Nobile⁠(en)[traduceți] Norge în mai 1926. Doi ani mai târziu, Nansen a ținut la radio un discurs în memoria lui Amundsen, care dispăruse în Oceanul Arctic în timp ce organiza o operațiune de salvare pentru Nobile, al cărui dirijabil se prăbușise în timpul unei a doua călătorii polare. Nansen a spus despre Amundsen:

A găsit un mormânt necunoscut sub cerul senin al lumii înghețate, cu vâjâitul aripilor eternității prin spațiu.”

În 1926 Nansen a fost ales rector al Universității St Andrews din Scoția, primul străin care a deținut acest post în mare parte onorific. A profitat de ocazia discursului inaugural pentru a-și trece în revistă viața și filosofia, și pentru a lansa un apel adresat tinerilor generației următoare. El a încheiat:
Toți avem o Țară de Dincolo pe care o căutăm în viața noastră — ce putem cere mai mult? Rolul nostru este să găsim drumul ce ne duce către ea. Un drum lung, un drum greu, poate; dar chemarea ni se adresează, și trebuie să-i răspundem. Adânc în natura fiecăruia din noi stă înrădăcinat spiritul de aventură, chemarea sălbăticiei — vibrând sub toate acțiunile noastre, făcând viața mai profundă, mai înaltă și mai nobilă.
Nansen a evitat să se mai implice în politica internă norvegiană, dar în 1924 s-a lăsat convins de fostul prim ministru, demult retras din activitate, Christian Michelsen, să-și împrumute numele unei noi grupări politice anticomuniste, Fædrelandslaget⁠(en)[traduceți] („Liga pentru Patrie”). Existau temeri în Norvegia că dacă Partidul Laburist Norvegian (Arbeiderpartiet) de orientare marxistă ar prelua puterea, ar introduce un program revoluționar. La un miting Fædrelandslaget din Oslo (așa cum a fost rebotezat orașul Christiania), Nansen declara:

Să vorbești despre dreptul la revoluție într-o societate cu depline libertăți civile, cu vot universal și cu tratament egal pentru toată lumea ... [este] o idioțenie." 
Între diferitele îndatoriri și responsabilități, Nansen continuase să își ia vacanțe la schi atât cât a putut. În februarie 1930, la 68 de ani, a luat o scurtă pauză în munți cu doi vechi prieteni, care au observat că Nansen se mișca mai încet ca de obicei și că părea să obosească repede. La întoarcerea la Oslo, a stat în pat mai multe luni, lovit de gripă și apoi de flebită⁠(en)[traduceți], și a fost vizitat de regele Haakon al VII-lea.

## Moartea și amintirea

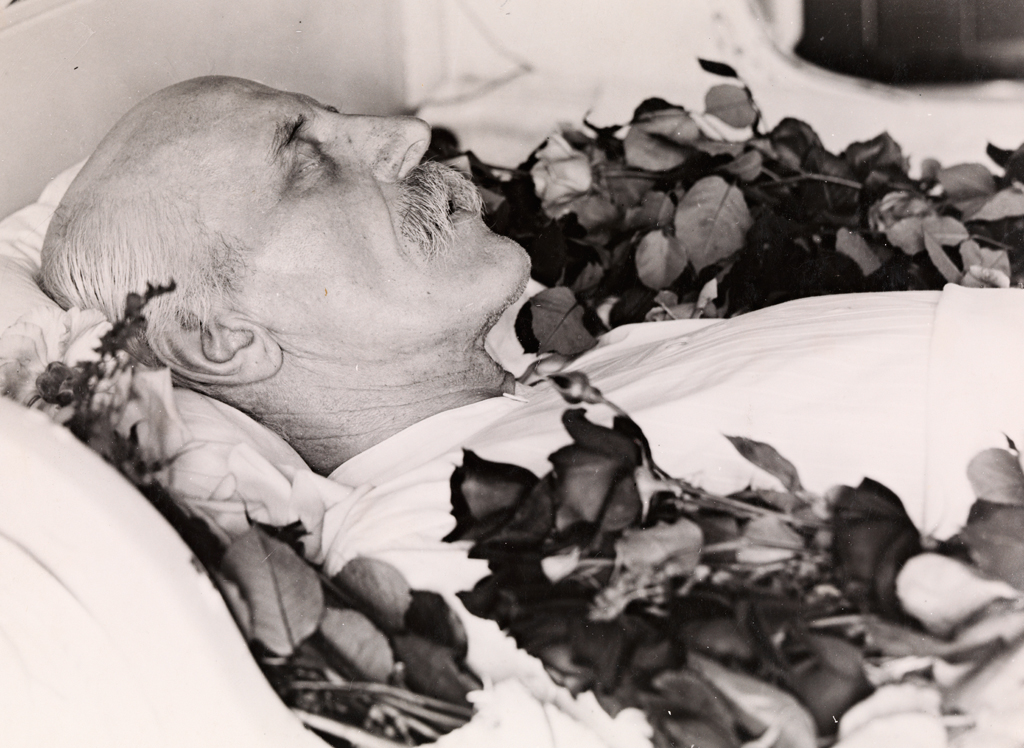
Fotografie post-mortem a lui Nansen.

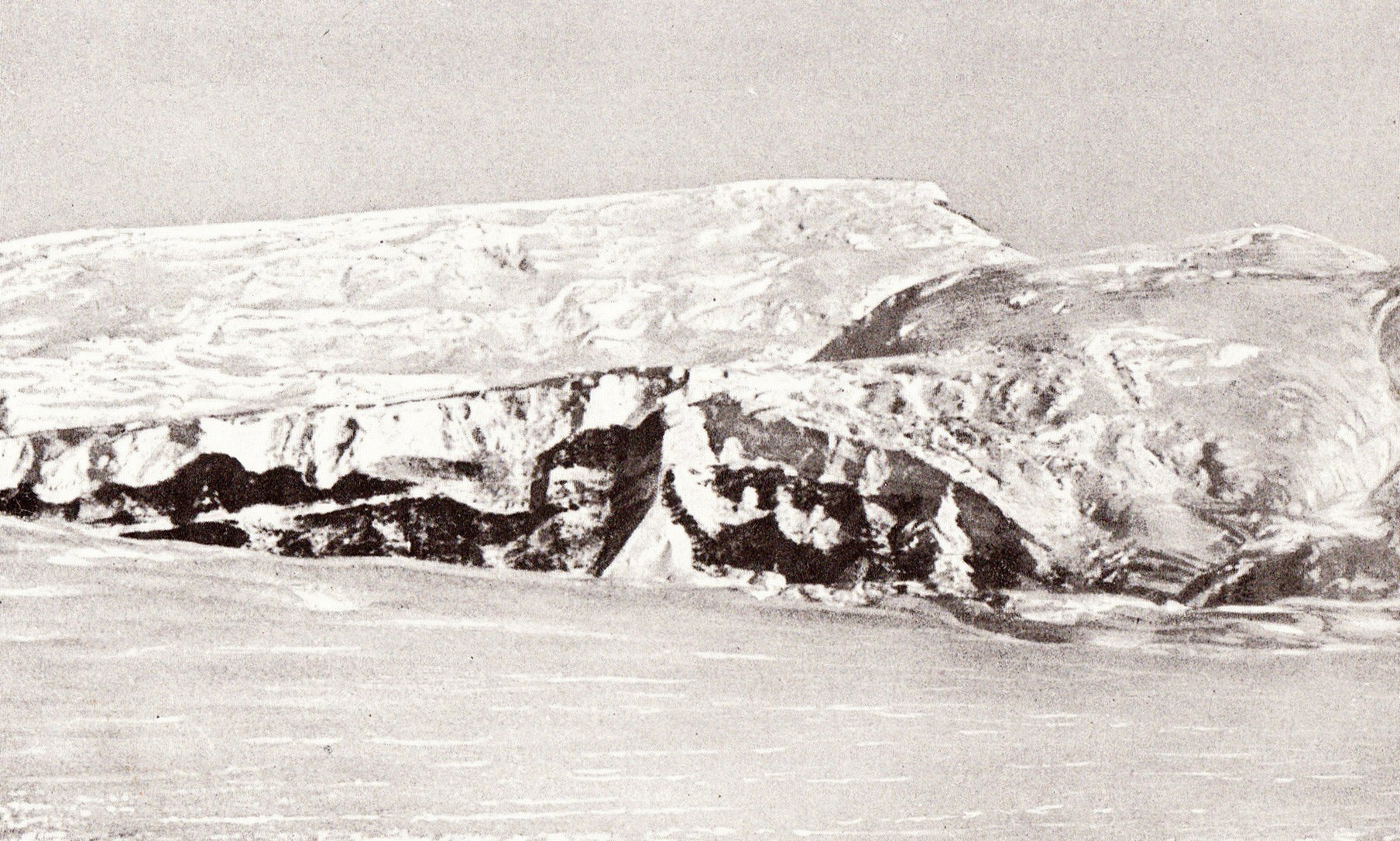
en din Antarctica, botezat și fotografiat de Roald Amundsen

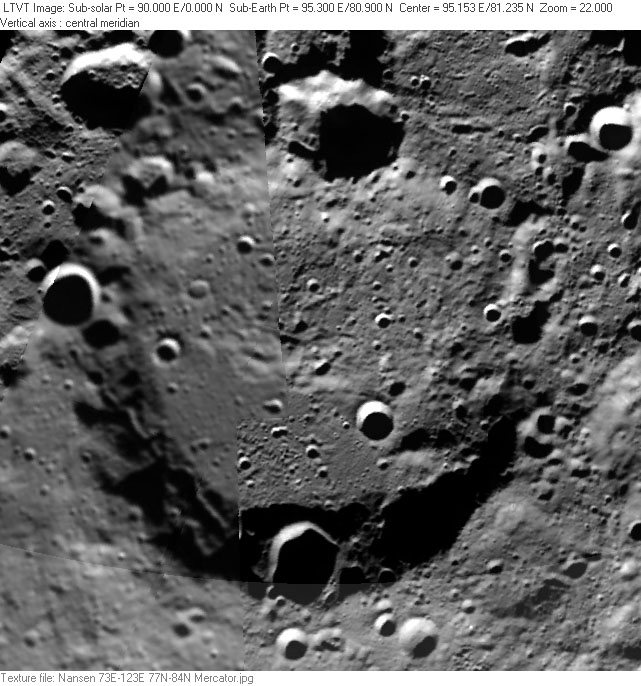
Imagine a craterului lunar en din datele alb-negru Clementine

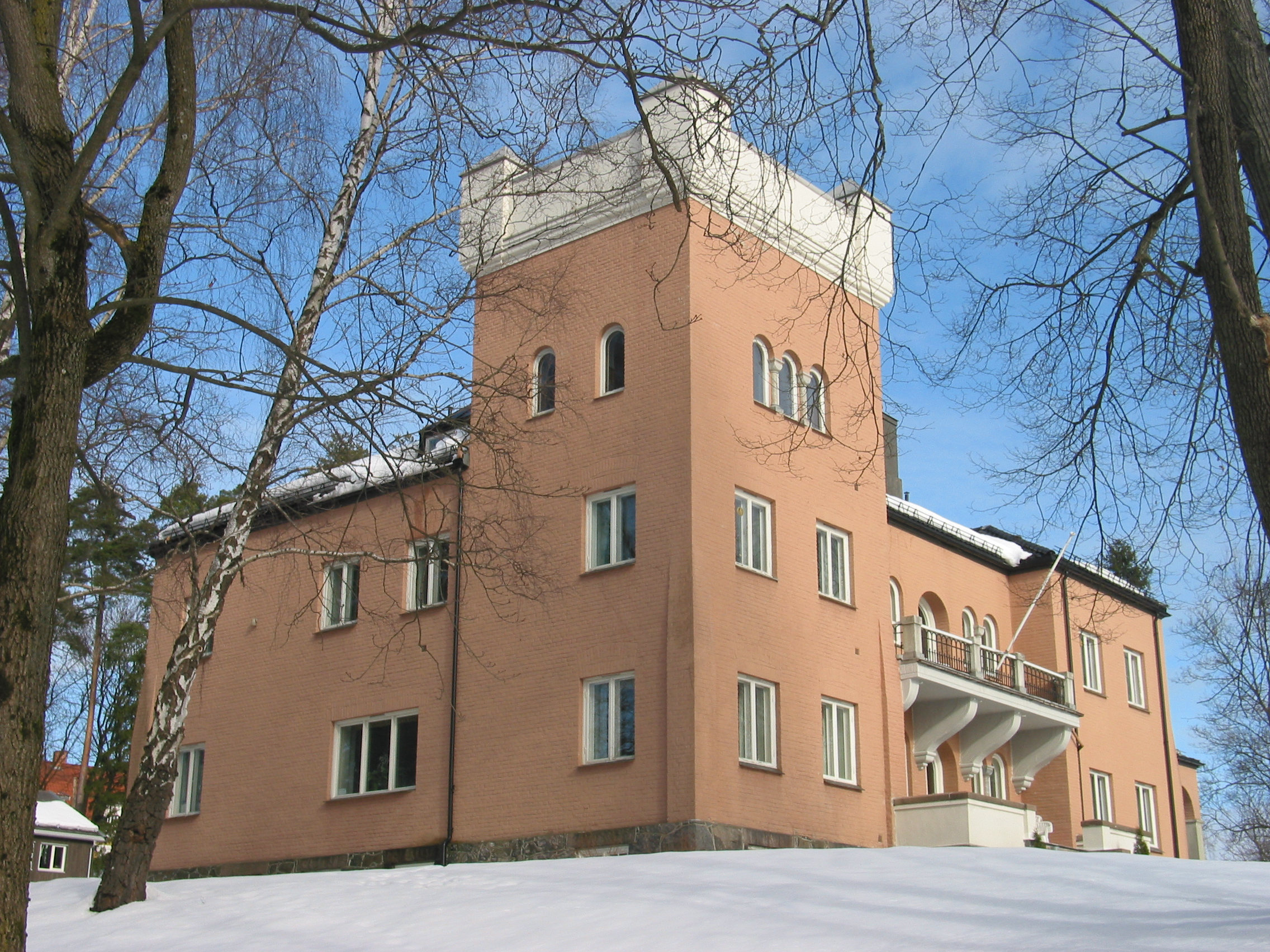
en din Polhøgda

Nansen a murit de infarct, acasă, la 13 mai 1930. A primit funeralii naționale⁠(en)[traduceți] nereligioase, înainte de a fi incinerat, cenușa sa fiind depusă apoi sub un copac din Polhøgda. Fiica lui Nansen, Liv, a consemnat că nu s-au ținut discursuri, ci a fost doar muzică: Moartea și Fecioara⁠(en)[traduceți] de Schubert, ce obișnuia Eva să cânte. Printre numeroasele omagii primite ulterior s-a numărat cel al lui Lord Robert Cecil⁠(en)[traduceți], coleg delegat la Liga Națiunilor, care a vorbit despre anvergura muncii lui Nansen, depusă fără vreo grijă față de propriul interes și față de propria sănătate: „orice cauză bună a avut susținerea ei. A fost un pacificator neînfricat, prieten al dreptății, mereu avocat al celor slabi și în suferință.”
Nansen fusese un pionier și inovator în multe domenii. În tinerețe a îmbrățișat revoluția în metodele de schiat ce l-a transformat dintr-un mijloc de locomoție pe timp de iarnă într-un sport universal, și a devenit rapid unul dintre cei mai de seamă schiori ai Norvegiei. Ulterior, a reușit să-și aplice această expertiză în problematica călătoriilor polare, atât în expediția din Groenlanda cât și în expediția Fram. A inventat „sania Nansen”, cu tălpi largi, ca niște schiuri, „aragazul Nansen” pentru a îmbunătăți eficiența termică a aragazelor cu spirt utilizate pe atunci, și principiul straturilor în îmbrăcămintea polară, prin care îmbrăcămintea de obicei grea și incomodă era înlocuită de mai multe straturi de materiale ușoare. În știință, Nansen este recunoscut ca unul dintre fondatorii neurologiei moderne, și ca important contribuitor la oceanografia timpurie.
Prin munca sa sub egida Ligii Națiunilor, Nansen a ajutat la înrădăcinarea principiului responsabilității internaționale pentru refugiați. Imediat după moartea sa, Liga a înființat Biroul Internațional Nansen pentru Refugiați, o organizație semiautonomă sub autoritatea Ligii, pentru a-i continua munca. Biroul Nansen s-a confruntat cu mari dificultăți, în parte provenite de la numărul mare de refugiați din statele europene devenite totalitare în anii 1930. Cu toate acestea, a reușit să asigure acordul a 14 țări (inclusiv al Regatului Unit) pentru Convenția pentru Refugiați din 1933. A ajutat și să repatrieze 10.000 de armeni la Erevan în Armenia Sovietică, și să găsească case pentru alți 40.000 în Siria și Liban. În 1938, anul în care a fost înlocuit cu un organism de anvergură mai mare, Biroul Nansen a primit Premiul Nobel pentru Pace.
În 1954, succesoarea Ligii Națiunilor, Organizația Națiunilor Unite, a înființat Medalia Nansen, denumită ulterior Premiul Nansen pentru Refugiați⁠(en)[traduceți], acordat anual de Înaltul Comisar al Națiunilor Unite pentru Refugiați unei persoane, unui grup sau unei organizații „ca recunoaștere a serviciului extraordinar și dedicat acordat refugiaților”.
Pe timpul vieții, dar și după moarte, Nansen a primit onoruri și recunoaștere din partea mai multor țări. Clubul de Schi Nansen⁠(en)[traduceți], cel mai vechi club de schi cu funcționare continuă din Statele Unite, aflat la Berlin, New Hampshire, este numit astfel în cinstea lui. Numeroase forme de relief sunt denumite după el: Bazinul Nansen și creasta Nansen-Gakkel din Oceanul Arctic; Muntele Nansen⁠(en)[traduceți] din provincia Yukon a Canadei; Muntele Nansen⁠(en)[traduceți], Muntele Fridtjof Nansen⁠(en)[traduceți] și Insula Nansen⁠(en)[traduceți], toate din Antarctica. Polhøgda găzduiește astăzi Institutul Fridtjof Nansen⁠(en)[traduceți], o fundație independentă care efectuează cercetări în domeniul politicilor de gestiune a resurselor, a energiei și al politicilor ecologice. În 1968, a fost lansat un film despre viața lui Nansen, Bare et liv – Historien om Fridtjof Nansen⁠(en)[traduceți], în regia lui Serghei Mikaelien, cu Knut Wigert⁠(en)[traduceți] în rolul lui Nansen. În 2004, Marina Regală Norvegiană⁠(en)[traduceți] a lansat la apă prima dintr-o serie de cinci fregate clasa Fridtjof Nansen⁠(en)[traduceți]. Prima dintre acestea este HNoMS Fridtjof Nansen⁠(en)[traduceți]; alte două sunt denumite după Roald Amundsen și Otto Sverdrup. În ocean, Nansen este comemorat de Nansenia, un mic gen de pești mesopelagici⁠(en)[traduceți] din familia Microstomatidae⁠(en)[traduceți]. În spațiu, asteroidul 853 Nansenia este denumit după el, iar în 1964, UAI a adoptat denumirea de Nansen⁠(en)[traduceți] pentru un crater de impact de la polul nord al Lunii.

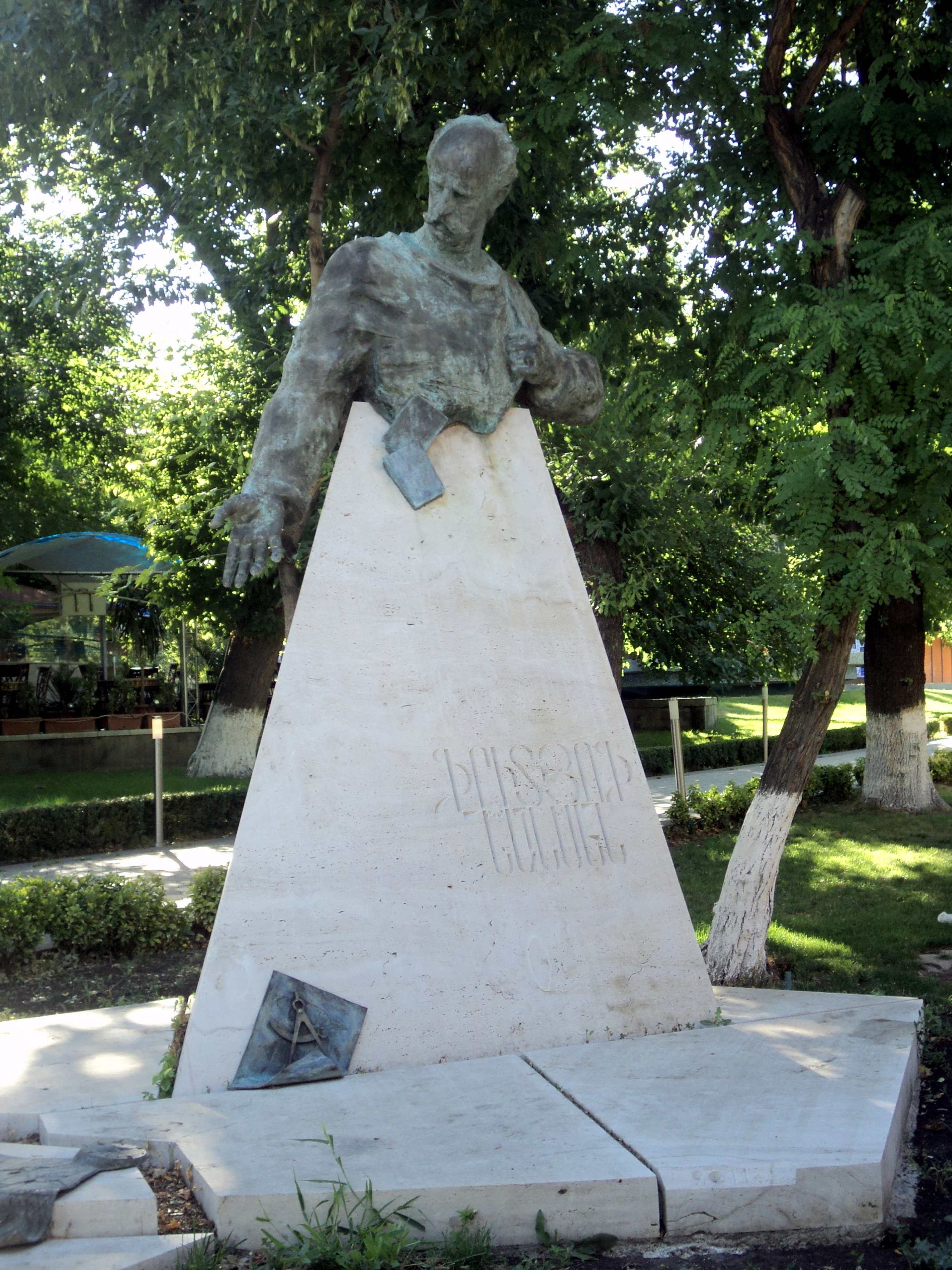
Bustul lui Fridtjof Nansen în Erevan, sculptor en

## Lucrări
- Paa ski over Grønland. En skildring af Den norske Grønlands-ekspedition 1888–89. Aschehoug, Kristiania 1890. Tr. as Prima traversare a Groenlandei, 1892.
- Eskimoliv. Aschehoug, Kristiania 1891. Tr. as Viaa eschimoșilor, 1893.
- Fram over Polhavet. Den norske polarfærd 1893–1896.. Aschehoug, Kristiania 1897. Tr. as Farthest North, 1897.
- Expediția Norvegiană la Polul Nord, 1893–1896; Rezultate științifice (6 volume, 1901).
- Norge og foreningen med Sverige. Jacob Dybwads Forlag, Kristiania 1905. Tr. as Norvegia și uniunea cu Suedia, 1905.
- Apele Nordului: Observațiile oceanografice ale căpitanului Roald Amundsen în mările arctice în 1901. J. Dybwad, 1906.
- Nord i tåkeheimen. Utforskningen av jordens nordlige strøk i tidlige tider. Jacob Dybwads Forlag, Kristiania 1911. Tr. as În cețurile nordice: explorarea arctică în cele mai vechi timpuri, 1911.
- Gjennem Sibirien. Jacob Dybwads forlag, Kristiania, 1914. Tr. as Prin Siberia, țara viitorului, 1914.
- Frilufts-liv. Jacob Dybwads Forlag, Kristiania, 1916.
- En ferd til Spitsbergen. Jacob Dybwads Forlag, Kristiania, 1920.
- Rusland og freden. Jacob Dybwads Forlag, Kristiania, 1923.
- Blant sel og bjørn. Min første Ishavs-ferd. Jacob Dybwads Forlag, Kristiania, 1924.
- Gjennem Armenia. Jacob Dybwads Forlag, Oslo, 1927.
- Gjennem Kaukasus til Volga. Jacob Dybwads Forlag, Oslo, 1929. Tr. as Prin Caucaz către Volga, 1931.
- Armenia și Orientul Apropiat. Publisher: J.C. & A.L. Fawcett, Inc., New York, 1928. (extrase Arhivat în 7 februarie 2016, la Wayback Machine.).